# ユグドラシル宇宙
ユグドラシル宇宙とは、テーブルトークRPG（TRPG）のデザイナーである井上純弌の作品世界を包括する宇宙観のことである。
井上の代表作とされる『アルシャード』シリーズは、この多元宇宙を舞台にしている。また、スタンダードRPGシステムの展開に関連して、初期の作品である『天羅万象』と『テラ:ザ・ガンスリンガー』も、『天羅WAR』を介してこの宇宙観に組み込まれる事となった。ただし井上は『天羅WAR』（及び『天羅万象』と『テラ:ザ・ガンスリンガー』）の世界観とユグドラシル宇宙との関係については「個々の独立したゲームがあるべき」と発言しており、『アルシャード』の展開が必ずしも『天羅WAR』やスタンダードRPGシステム準拠作品を拘束する訳ではない点に注意が必要である。
なお、全ての井上純弌作品が、共通する多元宇宙観でつながっているわけではない。例えば『BEAST BIND』シリーズや『エンゼルギア』シリーズの世界は他の井上作品とクロスオーバーする設定は今のところ見られない。
以下の記述は、基本的に『アルシャード』シリーズに依拠している。

## 概要
ユグドラシルとは幾多の次元を貫き生える宇宙樹であり、全ての次元はユグドラシルの枝であり葉であるとされる。ユグドラシル宇宙には「マナ」と呼ばれる根源力が充満しており、これはユグドラシル宇宙のあらゆるものごとの源となっている。物質が形をとどめておけるのも、世界に生命が生まれるのも、様々な事象や概念や法則が宇宙に存在できるのも、突き詰めればこのマナが宇宙に影響を与えているからである。そして、このマナを自在に操ることができればそれこそ魔法のような不可思議な現象を操ることができる。ユグドラシル宇宙に属する世界での魔術師や超人たちは、マナを操る技に長けたものたちのことである。
ユグドラシル宇宙は現在「奈落」というマイナスの力の影響を受けており、多くの枝や葉が枯れつつある。奈落はマナとは相反する存在で、世界に様々な災厄をもたらす。『アルシャード』においては、プレイヤーキャラクターは奈落に対抗できる戦士「クエスター」となり、あらゆる願いが叶うという理想郷アスガルドを見出し、全次元を奈落の魔手から救い出す事をゲームの大目的としている。
ユグドラシル宇宙観では、ゲームの舞台になりうる各世界のことを枝世界（ルートワールド）と呼ぶ。そして枝世界にはさらに葉世界（リーフワールド）と呼ばれる次元が平行世界として多数従属している。これはユグドラシル宇宙を一本の大樹とみなしたとき、幹から生えている枝がそれぞれ世界であるとみなし、枝から生えている葉を、その枝世界に従属する平行世界/小世界であるとみなしているのである。
葉世界が枝世界に従属するといわれるのは、枝世界が滅びるとそれにくっついている葉世界も同時に滅びるためである。なお、時間の流れによる過去や未来もまた枝世界に対する葉世界として存在し得る。そのため、歴史改変を行うことにより葉世界であった「可能性の世界」を枝世界へと変容させ、逆にそれまでの枝世界を「可能性の世界」である葉世界へと変容させることも可能である。枝世界のひとつであるブルースフィアでは時間管理局という組織の存在が確認されており、歴史改変および歴史の修正をおこなっている。

### バージョンによる世界設定の差異について
2010年から2012年にかけて発売されたアルシャード関連製品において、「大ラグナロク」という事件の顛末が描かれた。詳細は後述するが、この結果、ユグドラシル宇宙は一度滅び、その後に再生を成した。再生されたユグドラシル宇宙はそれまでとほぼ同じものであるが、細部には違いがみられる。本項で「再生前の宇宙」「再生後の宇宙」という記述が含まれているものは、それぞれどちらかの宇宙に固有の特徴である。
TRPGとしての製品展開としては、再生前の宇宙を舞台とするのが『アルシャード（無印）』『アルシャードff』『アルシャード・ガイアRPG』の三シリーズのゲームであり、再生後の宇宙を舞台とするのが『アルシャード・セイヴァーRPG』である。

## ユグドラシル宇宙に属する世界

### ルールブック・サプリメントで設定された世界（非中核的世界）
ミッドガルド
枝世界の一つ。『アルシャードff』の舞台であるメカファンタジー風の異世界。宇宙樹ユグドラシルの中心に存在する「中の国」。詳細はミッドガルドの節を参照。ミッドガルドは以下に示すような複数の葉世界を持つ。
エイリアスワールド
ミッドガルドに属する葉世界。ミッドガルドの平行世界の一つ。機械神の力により作られた人工世界でありミッドガルドそのものをコピーした世界である。ミッドガルドとは別の歴史をたどっており、真帝国がクエスターにより打倒された影響で、今度はクエスターたちが世界の覇権をめぐって争っているという闘争の世界となっている。
ミストルティン
ミッドガルドに属する葉世界。ミッドガルドの神バルドルを殺したヤドリギの枝「ミストルティン」が自我を持ち、己の行いを恥じて閉じこもる為にできた世界。ミストルティンしか存在しない世界。イデアは神殺しの木剣【ミストルティン】。つまりミストルティンそのものである。
シャルメル
ミッドガルドに属する葉世界。妖精郷と呼ばれる小世界の一つ。常春の世界である。妖精姫プリティにより治められており、人間に対してもっとも友好的な妖精郷である。
オーベロン
ミッドガルドに属する葉世界。妖精郷と呼ばれる小世界の一つ。妖精王オーベロンと妖精女王ティターニアにより治められており、人間に対しては閉鎖的な世界である。
マグ・メル
ミッドガルドに属する葉世界。妖精郷と呼ばれる小世界の一つ。かつては平和な世界だったが現在は奈落の妖精クル・ボロムによって支配される闇と恐怖の世界と化している。
ブルースフィア
枝世界の一つ。『アルシャードガイア』の舞台となる現代の地球が存在する次元のこと。宇宙樹ユグドラシルの上方に存在する「青の星」。詳細はブルースフィアの節を参照。ブルースフィアは以下に示すような複数の葉世界を持つ。
サンク・クリムゾン
ブルースフィアに属する葉世界。ブルースフィアの平行世界の一つ。地球の代わりに火星で人類が文明を成した世界であり、科学技術と呪術が融合して発達したファンタジー風味の世界で、『火星のプリンセス』のオマージュともいえる世界観を持つ。現在は女王が奈落に魅入られたために、枝世界であるブルースフィアの奈落化をもくろみ侵略を開始している。『アルシャードガイア』リプレイ「紅き世界より来たる者」で取り上げられている。
アナザースフィア
ブルースフィアに属する葉世界。ブルースフィアの平行世界の一つ。魔法や奈落の存在が広く世間に認知された世界であり、魔法が科学と同時に日常生活に普及している。そのため、マナの浪費により奈落が侵食している。そのため、マナの浪費により奈落が侵食しているが、住民はそのように考えていない。魔術は国際的に資格制で、クエスターは一級魔術師として奈落と戦う義務を負う。
ゾル
ブルースフィアに属する葉世界。ブルースフィアの平行世界の一つ。世界の八割が広大な砂漠に覆われた灼熱地獄の世界。人間と砂漠の住人である大型昆虫インセクトが住まう。イデアは名も残されていない神の遺体【神の骨】。
バベル
ブルースフィアに属する葉世界。ブルースフィアの平行世界の一つ。人工頭脳の発達した世界。ロボットしか住んでいない世界だがあらゆる情報が集まるので稀にクエスターが訪れる。イデアは情報記録構造体【バベルターミナル】。
レキシコン
ブルースフィアに属する葉世界。ブルースフィアの平行世界の一つ。万物全てに真名をつけるべく創造された実験世界。真名を把握されるということは絶対的な支配権、自らの生殺与奪を明け渡してしまう事である。この世界の創造理由は奈落や神々に真名を与える事で管理しやすくするための実験場だったが多世界で真名システムが機能しなかったため実験は失敗に終わった。現在はアルフに名を奪われた神「ネームレス」が管理している。イデアは「ネームレス」以外のすべての真名が刻まれた書物【真名の書】。
サウザンドファゾム
ブルースフィアに属する葉世界。ブルースフィアの平行世界の一つ。千尋の渓谷で構成された世界で谷の底には神すらも喰らう凶暴な獣やそれらを捕食する獰猛な食肉植物がひしめいている。イデアは食物連鎖の頂点に立つ生物から抽出される生体強化剤【霊血の加護】。
ルビースフィア
ブルースフィアに属する葉世界。ブルースフィアの平行世界の一つ。西暦1000年代から分岐した空や海が紅い世界。科学の代わりに魔法文明が発達しており、その基礎となるのはトランプである。アナザースフィア同様魔法が日常生活に普及しているためマナの浪費が激しく、それにより奈落が侵食している。イデアはトランプ【起源(オリジン)】。バラバラに散らばった54枚のカードを保有すべく列強が争う為にマナの枯渇が激しくなっている。
クローバースフィア
ブルースフィアに属する葉世界。ブルースフィアの平行世界の一つ。米ソ冷戦自体より分岐した滅びた世界。ブルースフィアより半世紀前にマシンヘッドが発見、実用化され兵器となり、第三次世界大戦が勃発。南日本軍が未知の合金【G合金】を用いて開発した人型搭乗G兵器【ヤマトタケル】の暴走により滅びた。イデアは【ヤマトタケル】。現在、【ヤマトタケル】は次元の壁を破ってブルースフィアにパイロットとともに渡り、サジッタ社が保有。
ヒーローズスフィア
ブルースフィアに属する葉世界。ブルースフィアの平行世界の一つ。アナザースフィア、ルビースフィアとは逆に、マナの正確な知識が失われたまま科学技術だけ発展した世界である。クエスターや奈落の勢力の正体について真実を知るものは少ないということは、パニックを恐れて隠蔽しようとする組織もないということを示す。近年になって突如奈落の襲撃が活発化し、マスメディアは諸説紛々の報道を何の規制も受けないまま行い、世界はパニックに陥った。
この世界のスペクターやクエスターは、自身が持つ力（シャードや奈落）の由来を知らないことが多い。しかし、自身の欲望に溺れるものがスペクターになり、スペクターに立ち向かおうと思ったものがクエスターと覚醒することが多く、いつしかクエスターを「正義のヒーロー」として扱う世間の風潮が生まれた。この世界ではクエスターの互助組織は弱いため、クエスターの多くが一人、もしくは近しい数人の仲間のみと戦う「孤独なヒーロー」である。しかし、クエスターはメディアの注目を集める存在であるため、スポンサーの広告塔としてヒーロー活動をすることで資金を得ている者もいる。イデアは変身ブレスレット【ファーストチェンジャー】。
狐の幽界
ブルースフィアに属する葉世界。稲荷の眷属であるフォックステイルたちが住まう世界。森に囲まれた社を中心にしたこぢんまりした世界。ブルースフィアにある50年以上の歴史を持つ稲荷を祭った社はどこでも狐の幽界と通じるゲートになっており、フォックステイルなら誰でも両世界を行き来できる。
アヴァロン
ブルースフィアに属する葉世界。妖精郷と呼ばれる小世界の一つ。伝説の大魔術師であるマーリンの住家で、異世界を内包した樽。内装はそのときのマーリンの気分によって異なる。
ダークストーン
ブルースフィアに属する葉世界。この世界の奈落は「世界の外からやってきた、涜神的な姿を持つ"闇の怪物"たち」という形態で現れ、人々に恐怖と嫌悪感を与えている。文化レベルはブルースフィアでの20世紀初頭の雰囲気を持っており、いわばコズミック・ホラーのような世界観となっている。
奈落の研究がすすんでおり、奈落の世界とこの世界をつなぐ不可視の「門」（カオスゲート）を閉塞させることができる黒い小石「ブラックストーン」を作り出す技術を有している。この世界の奈落退治人たちは奈落の怪物を倒すだけでなくブラックストーンを使って奈落の門を塞ぐ仕事も行っている。しかし、彼らがいくら門を塞いでも新たな門がいつのまにか開くため、奈落との戦いはいたちごっこの様相を見せているのが現状である。なお、ダークストーンはこの世界のイデアを模倣したものでもある。
10TH-TERRA

『アルシャード』においては枝世界の一つとされるが、ブルースフィアの葉世界（未来のブルースフィア）ではないかという説もある。時間管理局はブルースフィアと10TH-TERRAとの関係について沈黙している。
神を持たず、マナを持たず、シャードが存在せず、しかし奈落も存在しないという、ユグドラシル宇宙においてありえない様相を見せている世界である。マナなくしてなぜ世界が存在しうるかには答えは出ていないが、この世界に充満する「紗」もしくは「エーテル」と呼ばれるナノマシン状の因子がマナと似た機能を持つのではないかとされる。
近年になってこの世界を侵略する「天使」と呼ばれる謎の存在は、10TH-TERRAの他の存在と異なり、常識では考えられない量のマナを体内に有している。その量は肉体そのものをシャードと同質のものとするまでであり、天使たちはシャードの加護と同等の奇跡を使いこなせる。
上述したように現在は奈落の気配はないが、奈落が近々到来するとの予測が先住種族（天羅大陸では「オニ」または「オウガ」、テラ大陸では「ル＝ティラエ」と呼ばれる）の予知夢、霊子計算機の演算結果、陰陽道の卦などの形で天羅、テラ両大陸でなされており、ごく一部の人間たちがその対策のために異世界へと赴いている。その際に異世界でシャードと出会い、クエスターに覚醒する者もいる。
ウートガルド
枝世界の一つ。神話時代に超古代文明を作り出した巨人族アルフが眠りについている世界。その実体は、大陸ほどもの大きさがある巨大な次元間航行戦艦であり、アルフ達の安らかな眠りを守るために奈落の侵攻から逃げ続けている。イデアはレリクス【ミーミルの雫】。
タルタロス
枝世界の一つ。ユグドラシル宇宙の最下層、宇宙樹の根の奥深くにある。奈落そのものが具現化した世界であり、またこの世界そのものが神として存在する。現在ユグドラシル宇宙に蔓延する奈落はタルタロスから漏れ出してきたものとも言われている。奈落に侵された神であるティターン神族が封じられている世界でもある。
ムスペルヘイム
枝世界の一つ。優れた科学技術を持っていた世界だったが最終戦争で文明が崩壊し、僅かな人間が生き残っている。ミッドガルドとは次元的に近い位置にあり、ムスペルヘイムからミッドガルドに移住してきた炎を拝める「ジャーヘッド」と呼ばれる蛮族たちが存在する。彼らは火の力によって動く機械類を「ムスペルの炎」という神秘的な存在から与えられており、それを用いてミッドガルドの過酷な砂漠で独特の宗教文化を築いている。イデアは結晶体【ムスペルの火】。
スヴァルトアールヴヘイム
枝世界の一つ。魔法の鍛冶技術に優れた小人族「ドヴェルグ」の故郷。はるか古代に滅びてしまったらしく、ドヴェルグは現在はミッドガルドに移住している。
冥府ハデス
枝世界の一つ。宇宙樹ユグドラシルの根にある黄泉の国であり、死者の魂がいきつく先の世界である。タルタロスとは「青銅門」と呼ばれる門を介してつながっており、この門を巡ってアインヘリアルと奈落が緊張状態にある。『アルシャードガイア』サプリメント『リーフワールド』において、青銅門は奈落に突破されたことが明示されている。
八大地獄、インフェルノ、ジャハンナム、黄泉
死の世界にかかる葉世界。それぞれ異なった文化圏で死後の世界として伝わっており、ユグドラシル宇宙の住人は自分の信じる死生観に応じた死後の世界に行くことになる。
ヘルヘイム
枝世界の一つ。宇宙樹ユグドラシルの根にある。かつてはその名の通り女神ヘルが住まう世界だったが、小ラグナロクでヘルが滅びたことでデーモンの支配下に落ちた。ヘルヘイムのデーモンの眷属はタルタロスの奈落神の眷属とは別の勢力だが、全宇宙を奈落に沈めようとするその目的は変わらない。
トワイライトワールド
枝世界の一つ。中世ヨーロッパ風のスタンダードなヒロイックファンタジーの世界。光の神々の眷属である人間たちと闇の神々の眷属である奈落の勢力が太古から争い続けている世界である。現在は奈落の勢力が放った魔物や災害が常に人類の生存圏を襲っており人々の生活は苦しい状況となっている。また、奈落が放った闇により太陽の力が弱くなり、薄暗がりが空を覆っている。イデアはこの世界を治めるべき姫君【薄暮の君】。
ノーフューチャー
枝世界の一つ。太古にアルフから与えられた高度な科学文明を持つ世界であるが、奈落の侵食により自然災害が多発しており、人類は科学技術に依存して、過酷な環境に適応するために肉体や精神を改造することで辛うじて生き延びている。経済力が権力に直結する世界でもあり、一種の格差社会ないしは階級社会と言える。イデアは巨大錨【ビッグアンカー】。
スクール・エンパイア
小規模ながら枝世界の一つ。様々な学校が社会のあらゆる活動の単位となる世界で、各学校はこの世界をかつて支配していた天空神アンとその眷属の転生者や代理人が理事として支配している。各学校はその神々の意向にそった特色ある校風をもっており、バックにいる神々の派閥ごとに他校と常に闘争を繰り広げている。すべての学校を支配できたあかつきには、その神の派閥の意向にそった新世界が創成されるという。イデアは【天命の書版(ルール・オブ・スクール)】。分割されている為複数存在し、形状は学校ごとに異なっており、正門の学校名プレートや時計台の鐘、生徒手帳などがある。
スピードスター
荒野の中をヴィークルが爆音轟かせて疾走するスピード狂の世界。「速さ」こそアスガルドへ至るべき資質として、異世界からも多くのクエスターが渡ってきて、レースを競っている。マシンヘッドが日常に溶け込んだ世界でもある。イデアは瞬速の概念【ヴィクトリーロード】。
エターナルコロッセオ
メシーカという古代ローマないしアステカ風の巨大帝国が支配する世界で、闘技場で戦いを捧げることにより滅びた神々の力を取り戻そうとしている。帝国の信奉する創造神オメテオトルのほか、アレス、トール、タケミカヅチなどの戦神が信仰される。イデアはチャンピオンベルト【キング・オブ・キングス】。
異世界連合
ユグドラシル宇宙に属する世界の中で、複数の比較的高レベルな文明を持つ異世界による同盟。
デーヴァローカと呼ばれる文化圏に属する世界群が有力な地位に就き、インドラを王とするデーヴァ神族を中心とした神々が実際の支配層にある。しかしその一方、連合議会を頂点として徹底した合議制が貫かれており、明確なリーダー役を持たない。これは、同盟に参加するどの世界も結局は自国の利権を優先するという疑心から生み出されたものであり、この同盟に参加しているものたちが自らのことを「異世界連合」という名前で呼ぶのも、「どの世界がリーダーであってもならない」という強い意識からである。だが、大ラグナロクという非常事態においてはそれが却って枷となってしまい、複数の次元から結集された叡智や生産力を活かし切れていない。イデアは記録媒体【リグ・ヴェーダ賛歌】。
プロヴィンググラウンド
異世界連合の管理世界。デーヴァ親族による兵器実験場。奈落に対する兵器を開発・実験するための試験場だが一切の奈落・実験動物の持ち込みを禁止している。イデアは魔導兵器【魔人の杖】。
ガンナロー
異世界連合に属する葉世界。学問のすすんだ世界であり商業の世界。異世界連合は所属世界間を結ぶ為に大規模な次元航行船団を保有しており、設計や造船はここで行われている。また貿易が盛んでその中心となっている。大ラグナロク発生後は避難民の輸送を主に行っている。イデアは宝石【賢神の眼】で、現在はガンナローの灯台に組み込まれている。
ハンマースフィア
異世界連合に属する葉世界。荒れ果てた高山地帯で地下には無数の鉱物資源のある世界。川も海も高山から流れ出る毒で死の水となっているので輸入のほとんどは食料と水。代わりに輸出されているのがここで精製された数々の魔器である。イデアは大小の槌【創造の槌】。
リメインズワールド
異世界連合に属する葉世界。魔器の故郷世界の一つ。ここで生産される全ての魔器は長い時間をかけて自然に生み出されるもので製作者や鍛冶師はひとりもいない。魔器作成のインスピレーションを求めて異世界人が来訪することが多い。
グレート愛ランド
背中に小さな羽を持つ住民が、愛を育むことで維持し続けている世界。ラブコメ的なお約束の恋愛イベントが起こりやすいという性質を持つ。この性質は滅んだ愛の神カーマが不可視のシャードとしてもたらすもので、カーマの妻だったラティとプリーティという2柱の女神によって支えられている。
イデアは結晶体【愛の輝き】。このイデアは手にした者の眼には、その者の「愛」に対する考え方を反映した形態に見える特性を持つ。そのため、『アルシャードガイア』リプレイ「爆誕! ゴッドウォリアーズ!!」でラティとプリーティから受け取ったエリザ・ベスの眼には【愛の輝き】は母子手帳に見えていた。
ブレードワールド
枝世界の一つ。巨大な剣の形をした世界。多数の葉世界が存在しており、それぞれがレイピアや短剣、曲刀や長剣の形状をしている。「剣」という武具の発祥した世界であると同時に「断ち切る」「切り裂く」など「刃」の概念の発祥の地でもある。イデアはすべての「剣」のオリジナルである【始祖剣(アルケアブレード)】。
ウルバン
枝世界の一つ。かつては数多のクエスターを生み出し、異世界へと送り込んでいたが、奈落の王ダスターリュの奸計により支配されてしまった世界。イデアは3丁の魔法銃【神銃】。銃騎士(リボルバーナイト)のみが所持できる銃で5つの試練を達成し、神銃の試しの儀式を受け、初めて継承できるが銃騎士は終身制の為今代の銃騎士を倒さないと継承できない。なお、今代の銃騎士は奈落に汚染されている。
アルゴス
ごく小規模な枝世界の一つ。巨人キュクロプスの作った巨大な天球の中から無数の鎖が大地を繋ぎ釣り上げている世界。奈落に侵攻されかけたが無知な羊飼いのアイデアで移動世界として存在するようになった。イデアは世界を縛る鎖【天の鎖】。
ホットウォット
枝世界の一つ。太陽神の勢力が強く湿地帯とジャングルに囲まれた世界。石造りの建物であっても10年もすれば蔦に覆われて崩されるため、都市の全てが高度3千mより上に建造されている。この世界では植物を育てる太陽神は悪神とされ、暗黒神こそが人間の守護神とされている。イデアはペンダント【太陽の首飾り】。
コールドガルド
枝世界の一つ。ホットウォットとは逆に暗黒神の勢力が強く、日がほとんどささず、空は闇に、陸は凍土に覆われている世界。イデアはペンダント【月夜の首飾り】。
ディッシュワールド
枝世界の一つ。亀の甲羅のような六角形の紋様が入った土台の上に、皿のような大地が乗り、その周囲を小型の太陽が巡る世界(イメージとしては世界平面説の亀の上の世界)。皿状の世界は7本の柱に支えられておりいずれもマナの塊である。イデアは7本の柱であり、その柱から剥離した【世界のかけら】。
ハイボリア
枝世界の一つ。大ラグナロク直後に【神竜】に飲み込まれてしまい現在は存在しない。
キンメリア
ハイボリアに属する葉世界。ハイボリアが消滅したために滅びに直面しているが、新たな枝世界を手中にすべく、世界を股にかけた征服戦争を始めた世界。クエスターだけでなく一般人もまとめて異世界へ侵略戦争を仕掛けるのはほかに例を見ない。現在、ハイボリアに属する葉世界の過半はキンメリアによって征服されている。イデアは軍旗【覇王の旗】。このイデアの力でシャードを所有していない一般人も葉世界へ進軍ができるようになっている。次の目標はブルースフィアだが枝世界に渡るのは【覇王の旗】をもってしても不可能に近い。渡るにはキンメリアを含むハイボリア諸世界すべてをマナに還元する必要があるからである。失敗したら、覇王軍に戻る故郷はない。
アーティシズム
枝世界の一つ。ありとあらゆる芸術が存在する世界。エターナルコロッセオが戦神を祭り闘技場で神に試合を奉納する事でマナを得るように、アーティシズムでは劇場で歌舞音曲を演じる事で芸術の神に奉納しマナを得ている。イデアはハープ【神の竪琴】。
暗黒星雲連盟
ユグドラシル宇宙の中でも、マナがとりわけ複雑な流れをして大小の世界が入り乱れた澱みのような場所に生まれた複数の世界にまたがる国家。連盟と名がついてはいるが実際にはひとつの世界、それもごく小さなルートワールドが周辺世界を侵略して作り上げた独裁国家。代々の支配者が所持していた剣【神喰い】こそがこの国の真の支配者で持ち手は剣の奴隷だった。あらゆる世界の神やイデアを喰らい続けたが現在はハイアルフのレリクス兵器により連盟は滅び、【神喰い】は封印された。イデアは魔剣【魔剣神喰い】。大ラグナロクにより封印が解けてはいるがその労力の大半を失っている。しかし神を喰らうという欲求は失っておらず、理想郷アスガルドを喰らうが為、そこを目指しているらしい
レイライン
枝世界の一つ。神仙族が創った平穏な歴史を刻んでいる世界(ブルースフィアでいう10世紀前後)。魔術も科学も発達しておらず農業や畜産が盛んな世界。ありとあらゆる芸術が存在する世界。イデアは【竜脈】でありそれを管理するアバター【竜脈の巫女】。
カナン
枝世界の一つ。ウガリット親族が創った3つの太陽に照らされた小さいがマナが豊富な世界。世界の大半が砂漠で海はなく、塩辛い湖が点在している。イデアは冠【王権の冠】。
ゴーラ
枝世界の一つ。法の神に管理された世界。イデアは指輪【支配の指輪】。所有者の考えたあらゆる法を律法順守させるが、指輪が生み出した法は絶対である為、わずかなミスも許されず、結果として役人は賄賂や無能を裁く法で消滅、商人は公正さを求める法によって利益を追求できず破産。物流は止り飢えが戦争を引き起こし多くの死者を出すこととなった。絶望した所有者は最後に法を無効にする法を流したがその結果無法地帯となり、滅びたという珍しい世界。
エモーシス
枝世界を失った葉世界の一つ。遥か太古に奈落によって失われた枝世界の生存者と創造神アドラサオラによって発見された葉世界。しかし枝世界が無い為滅びに直面する。神と初期植民者は協議の結果「10人に一人生贄として神に差出す」という苦渋の決断をする。これにより神は生贄をマナに還元。さらに心優しき神はそれだけで良しとせず自らの体もマナに還元、精神体として存在することで世界障壁を強固にした。しかし、神が世界の守護に己の力と時間を費やした結果、人々は神と日常に交流することがなくなり、人々の前に神が現れるのは生贄を求める時だけなので、生贄を貪る悪魔と思われるようになり、戦争が勃発。神は絶望と呪いを残して死に、呪いを受けた住人は異形に変化、世界は地獄と化した。イデアは神が今際の際に残した【神の呪い】。
ジーリー
枝世界のひとつ。唯一リーフワールドの存在していない世界。メビウスリングの形をしたループ世界で有名であり、絶えず同じ時間を繰り返す。イデアは砂時計【逆巻く砂時計】。砂が下から上に流れる砂時計で砂が昇り切った瞬間に自動的に上下が逆転、時間が巻き戻される。
夢幻郷
枝世界の一つでエネルギー世界。人が夢を見るときは必ずこの夢幻郷を訪れているのだという。夢幻郷にはすべての人間の夢が小部屋のように並んで存在している。夢幻郷を自由に来訪できるものをドリームバスターと言われる。彼らは夢幻郷を旅しながら、誰かの夢の小部屋を訪れることでその人物の夢に干渉することができると言われている。
未来世界
ユグドラシル宇宙では、枝世界の「未来の姿」も葉世界として可能性の数だけ無限に存在している。ブルースフィアの未来世界の中には時間遡行技術を使って「現在」である枝世界に干渉している世界もある。
弁当世界
一軒の弁当屋だけが存在する世界。“冷蔵庫”と呼ばれるダンジョンを弁当箱たちが探索し、究極にして至高の弁当となるべく切磋琢磨。いつか来る客に食される日を待ち続けている。イデアは【ファイナル弁当】。弁当たち曰く「おいしかったという気持ち」こそがイデアの本質。
読み手知らずの図書館
ユグドラシル宇宙に存在するさまざまな書物が集められている図書館世界。これらの書物は一つ一つがリーフワールドで、書物を開くことでその中の世界に行くことができる。この世界は大ラグナロクによって奈落に沈んでしまった。イデアは【読み人知らず】。世界中のあらゆる物語が記されるはずの本だが、現在はその物語がごくわずかに欠けている。欠けている物語を完成させてくれる英雄を求めて宇宙をさまよっている。
願望神社
ユグドラシル宇宙のさまざまな種族の「願い」の思いが凝りかたまって誕生したルートワールド。無数の神社が集まった外観をしている。この世界に住む住人たちは、ここに集まった「願い」を出来る限り叶えてあげることを存在目的にしており、例えばサンタクロースはこの世界からやってきたオーヴァーランダーである。人々が何かを願う気持ちが失われるとこの世界は滅亡する。イデアは【願いの絵馬】。
ララバイ
ユグドラシル宇宙を放浪する次元船団。この船団はクリーチャーにとってのネクサスというべき世界で、あらゆる世界のクリーチャーが存在する。船団を率いるのはサイレンという名前のヴァルキリーで、船団全てのクリーチャーに安らぎと平穏を与える歌を奏でている。イデアはサイレンのコアパーツである【サイレンハート】。

### ルールブック・サプリメントで設定された世界（中核的世界）
精霊界
枝世界の一つでエネルギー世界。ユグドラシルという大樹全体を覆っている泡のような世界である。この世界に住む精霊たちは奈落に対する抗体のような存在であり、どこかの世界に奈落が発生するとその世界に飛来し、その世界の住人に憑依して奈落と戦う。
ヴァルハラ
枝世界の一つ。神の戦士アインヘリアルのみが居住を許される場所。数多くの神々の遺産と古代の秘密が眠っているといわれる。それゆえに常に奈落の軍勢に狙われており、アインヘリアルたちは常に奈落の軍勢と戦うことが宿命づけられている。また、アインヘリアルたちはヴァルハラから様々な世界へ旅立ち英雄的な冒険を行い、再びヴァルハラへと帰っていく。
ネクサス
ユグドラシルの幹に浮かぶ巨大なターミナル。次元の旅人たちが集う休憩地であり、次元渡航可能なあらゆる移動機関を停泊できる巨大な港（もしくは駅）の機能も持つ。絶対的中立を名乗りあらゆる旅人を受け入れる。それゆえに様々な人と情報が集う地でもある。様々な交通機関がこのターミナルを利用するために次元の旅の中継地点として認識されているが、中立性を保つためにネクサス自体は一切の交通機関を運営していない。
住民は駅員や店員のみだが、数十名のクエスターがネクサスの女神に任命されて守護を務めており、この地の中立を守っている。この女神はネクサスのイデアでもある
ノルンの泉
宇宙樹ユグドラシルの根元にあり、アスガルドへ至るための世界と言われる。至る所にユグドラシルの根が張られ、清浄な水が流れている。
この場所に立つ大樹はユグドラシル宇宙の全貌を表した実体を持つ視覚イメージである。その大樹は人間から見れば超巨大ではあるものの、多次元宇宙そのものの大きさを示しているわけではない。そこに生える枝や葉は現実の樹木と同じようなサイズのものも多数存在する。さらにこの視覚イメージは実体をもち、オリジナルそのものとつながっている。つまり、ここに生えている枝や葉は世界そのもの、この地を流れる水は世界を循環するマナそのものである。それゆえ、この地では葉の一枚もちぎってはならず、水も一滴たりとも汚してはならないとされる。イデアは【神竜】もしくは【神竜の欠片】。
アスガルド
宇宙樹ユグドラシルのどこかにあるという究極の理想郷。そこに行けばあらゆる願いが叶い、宇宙の全てを自分の望む通りに作り直す力が与えられるとも言われている。しかし、それがどこにあるのかは誰も知らず、まだたどり着けた者もいないとされる。
『アルシャード』シリーズにおいては、アスガルドへの到達はプレイヤーキャラクター含む全てのクエスターの究極目的とされている。全てのシャードは自分のクエスターをアスガルドへたどり着かせるように導きを与え続ける。

### 公式リプレイのゲームマスター・プレイヤーが設定した世界
海洋世界
枝世界の一つ。正式名称は不明。もともと地表の80%を海洋が占める水の世界であったが、奈落の宿った魔剣の影響で、海洋の浸食が激しくなり、最終的には99.7%を海洋が占めるようになり、魔剣の再封印にも失敗して滅亡した。
『アルシャードガイア』リプレイ「神薙ぐ御剣」のプレイヤーキャラクター、アド＝水守（PL:矢薙直樹）の背景設定として作り出された世界。
アサギスフィア、ヤマブキスフィア、ワカバスフィア、ギンシュスフィア
ある事件で分裂したブルースフィアの4つの葉世界。ブルースフィア救済の動きの起点となっている。
『アルシャードガイア』リプレイ「君といるセカイ」においてGMの藤井忍が設定した世界。
円環世界イクステリアス
世界樹ユグドラシルの外周をとりまくリング状の世界。世界樹より遠いためマナが希薄で、クエスターだけが生存する世界であった。住民に「嘘」という概念がなかったため、外敵の奸計によりシャードを奪われ滅亡する。イデアは短剣【イクステリアス】。故郷を失った住民たちは現在「イクステリアスの障壁」と呼ばれる軍団を形成し、冥府龍ニーズヘグと戦っている。
『アルシャードガイア』リプレイ「襲来! コスモマケドニア!!」のプレイヤーキャラクター、ディムリット（PL:矢野俊策）の背景設定として作り出された世界。
ビフロスト・ジャンクション
厳密には世界ではないが便宜上ここで記述する。アルフによって造られたレリクス「「ビフロストの橋」」が形成する異世界同士の中継地点。あらゆる世界に通じる「扉」が存在する。機能的にはネクサスに似るが、あくまでレリクスがもたらす空間であり、「扉」にはアクセス権限のある者しか入ることが出来ない（アクセス権限がある場合、「扉」に世界名が表示される）。
「襲来! コスモマケドニア!!」においてGMの田中天が設定した空間。
ギャラクシーチルドレン
科学技術が大きく発展し、宇宙に進出した人類が、種の保存のため地球外生命体との戦いに明け暮れる世界。「ラグナロク・ウェポン」と呼ばれる人型搭乗兵器を有する。イデアや枝世界か葉世界かは不明。
『アルシャードガイア』リプレイ「翼の折れた愛と青春」のプレイヤーキャラクター、ヨータ・ロウ（PL:小太刀右京）の背景設定として作り出された世界。

## 奈落
全ての世界を飲み込もうとする負のエネルギー。世界の根源力であるマナとは相反する関係にある。
奈落の性質はマナを虚無に返すことである。世界の正のエネルギーであるマナが消えていくということは、その世界から活力や希望が消え去り、絶望と荒廃が広げることを意味する。そして、最終的には世界そのものが奈落に沈んでしまうのである。奈落は様々な形態を持って世界を飲み込む。大地や天空を穿つ黒い亀裂として現れることもあれば、太陽を陰らせる暗い空として現れることもある。天変地異などの災厄として現れることもある。ユグドラシル宇宙において奈落の拡大はゆっくりとであるが着実に進んでおり、多くの世界が奈落によって滅んでいる。
マナが消えると破滅が広がるというのは、逆説的に言えば世界に破滅や絶望を広げることでマナが消えていくことでもある。そのため、意図的に世界に破滅と絶望を広げることで奈落を広げようとする人間やクリーチャーも存在する。彼らは奈落の影響で肉体や精神が変容されてしまった者たちであり、奈落に満たされた世界を心地よく感じる。また、奈落に侵されると大いなる力が与えられるため、中には自らの意思で奈落を受け入れる者もいる。このような奈落の尖兵たちは『アルシャード』の代表的な敵役の一つになっている。

### 虚無
虚無とはマナが存在できない状態のことを言い、ユグドラシル宇宙が誕生する前は全ての世界は虚無であったといわれる。ミッドガルドの創世神話に語られる原初の深淵ギンヌンガガップや、ブルースフィアの神話に登場する始原存在カオスも、この虚無を言い換えたものであるといわれている。
根源力であるマナが存在できないということは、そこには物質や生命はおろか、概念さえも存在できないとされる。ただし、この虚無の中でも奈落のみは存在することができる。
奈落と虚無は別個の概念ではあるが、深く関わりあってはいる。奈落はあらゆるものを虚無に変える性質を持つ一方、虚無となったその世界に奈落を広げているため、世界が虚無に飲まれないように封じている存在という見方もある。しかし、マナに由来するほとんどの生命にとっては、奈落に飲まれることも虚無に飲まれることも破滅であることには違いはない。
奈落の尖兵は自らが勢力を広げることができる虚無を作り出すためにマナの消失をたくらんでいるが、奈落の侵略とは別の要因でマナの真空地帯が出来て、結果的に奈落が広がる場合もある。ミッドガルドで奈落が数百年で急激に拡大した理由は、世界のマナを封じ込めて利用する「リアクター」の普及によりマナの真空地帯が広がり、その隙を奈落が埋めたためという説もある。
奈落は虚無の中でさえ存在できるため、奈落を根源的に駆逐する手段はいまだ見つかっていない。だが、あらゆる願いが叶うという理想郷アスガルドにたどり着けば、ユグドラシルを奈落による滅びの脅威から救うことができると伝説は語っている。

### 奈落の尖兵ダークレイス
奈落を肯定し、自らの身に受け入れて超常的な力を手に入れたものたちは「奈落の尖兵」「奈落の落とし子」などと呼ばれている。『アルシャード・セイヴァーRPG』ではこれら奈落の尖兵たちを「ダークレイス」という用語で総称している。この節ではその用語を使用する。
ダークレイスは『アルシャード』シリーズでは原則的には敵役として扱われている。
ダークレイスとなったものたちは心身ともに変容を重ね、多様な性質を持つが、その強さや特性、属する派閥などから以下で記されているようなある程度のカテゴリには分けられる。
ダークレイスたちは属する派閥、もしくは個人毎に行動目的が異なり、ダークレイス同士で対立することもままある。しかし、どのような目的をもっていても、彼らが奈落の力を行使するたびに、結果的に世界が奈落に汚染されることは変わらない。
奈落神
神が奈落の影響を受けて変質したもの。ダークレイスの中でもトップクラスである。著名な奈落神にはタルタロスに封印されたティターン十二神がいる。ティタノマキアに敗れたティターン神族の多くは奈落そのものであるタルタロスに放逐されてその中で奈落に飲み込まれてしまった。しかし十二神をはじめとした強力な存在は、奈落と同一化しつつもその自我や本質を失わずに、むしろその奈落を糧として存在しつづけている。
奈落が広がればそれだけ自分の力が増すため、自らは奈落の奥底で動かずに部下である奈落の使徒（アポスル）を使って奈落拡大をもくろむ。また、自らの勢力下にない奈落の尖兵の活動も放置してあまり干渉しない。これはどんな場合であっても奈落が活性化すればそれでよしと考えているからである。なお、奈落神がタルタロスから自ら動こうとしないのはタルタロスと外世界をつなぐ入り口の多くが封じられており、小さな奈落の尖兵は封印の隙をつけて脱出できたとても奈落神のような強大な存在はタルタロスから出られないからでもある。ただし、大ラグナロク発生後はタルタロスと冥府ハデスをつなぐ青銅門の封印が弱まったため、そこからタルタロスを脱出して他の世界へ直接干渉を行う奈落神も出てきている。なお、奈落神の中でもティターン十二神に限れば、母なるガイアを自らと同じ奈落に染めることを第一目的としており、彼らの派閥のもの（ティターン神族）が他の世界を奈落に沈めようとするのは、タルタロスとブルースフィアをつなぐ「奈落の道」を作るためでもある。
奈落の使徒（アポスル）
心身が奈落と完全に同化し、奈落を世界に広げること自体を目的に暗躍している者たちのこと。奈落の使徒が何故奈落を広めるのかには個々によって理由が異なる。奈落を心地よく感じるから、奈落を広げることで自身がより強力になることができるから、より上位の存在（奈落神など）から命じられているから…などである。しかし根源的には、彼らは奈落を広げることによって起こる利害的なものには囚われない。彼らは奈落を広げるために存在していると自覚しており、奈落を広めることにより自らが消滅につながることになったとしても、彼らは奈落を広げるという行為を止めることはない。上述したような「奈落を広げる個人的な動機」をもたずに、ただ奈落を広げたいから広げているような使徒も幾人も存在する。
奈落の使途が世界に誕生するプロセスは二通りあり、まず一つ目はより上位の存在（多くは奈落神）がタルタロスなどの奈落の塊から使徒を創造するというもの。奈落に溶け込んだティターン神族がその奈落から再創造されて復活することもある。もう一つは、元々はただの人間だったものが奈落に飲まれても消滅を免れて意識と形を保った場合である。
奈落の使徒が奈落を広げる方法論は様々なものがあるが、もっとも知られていることに後述するスペクターを作り出すというものがある。
奈落の上級使徒（グレーターアポスル）
奈落の使徒の中でもより強力な存在は上級使徒と呼ばれる。上級使途は自分たちの領分を定めており、そのなかにいる使徒を統率する立場にある。
上級使徒は特別なことをしなくてもただそこにいるだけで周囲にものを発狂させたり、奈落による変質を与えたりすることもできる。そうやって上級使途は新たな奈落の使徒を生み出すのである。
奈落の王（アビスロード）
奈落の使徒の中で最上級と呼べる存在が奈落の王である。ひとつの世界の奈落の尖兵たちをまとめあげれるまでの実力者である。いわばその世界における奈落勢力のボスがアビスロードであると言える。
奈落の王は奈落神の側近であることも多いが、奈落神とが別の思惑で動くものや、奈落神と全く関りなく実力で奈落の王までなりあがった者もいる。
奈落の騎士
奈落の騎士はダークレイスの中でも戦闘力に優れたもののことである。奈落の騎士は再生前の宇宙と再生後の宇宙では若干設定が異なる。
再生前の宇宙においては、奈落そのものが実体化した武具に身を包んだ戦士のことである、彼らは自我も意識も失い、ただただ世界に破壊をもたらす。彼らの破壊はただそれだけで世界に奈落を広げてしまう。奈落の騎士に壊されたものや場所は奈落に汚されるのである。奈落の騎士により殺されたものは新たな奈落の落とし子となり蘇るのである。奈落の騎士の本体は彼らがまとう武具そのものである。生者や死者に奈落がとりつき支配したとき、奈落の騎士は誕生する。奈落の支配力はスペクターよりも強いため、元の姿に戻して救うことは困難であるとされる。スペクターが奈落に飲まれた結果、奈落の騎士となることもある。
再生後の宇宙における奈落の騎士は、上述のような意志なき破壊の使徒ではなく、奈落と同化することで、奈落の力を自在に使いこなせるようになった元人間（や異種族）のことを言う。奈落の使徒との違いは奈落を広めることを目的としているのではなく、自分の欲望のままに暴れることを目的としていることにある。行動原理的にはスペクターとほぼ変わらず、実際、スペクターから進化して奈落の騎士になるものが多い。
スペクター（奈落人）
心の隙に奈落が入り込み、超人的な力を得たものたち。奈落はマナの真空地帯に生まれるが、マナはあらゆる事象の根源であるため、人の心のスキマもまた「マナの真空地帯」なのである。
スペクターは奈落の使徒がアビスシードと呼ばれる奈落の種を人間に与えることによって誕生する。奈落の種は持ち主に寄生し、その人間が持つ悩みやコンプレックス、苦しみなどの負の感情を増大させ心のスキマを増幅させそこに奈落を満たす。しかし同時にその人間に超人的な力を与えるため、スペクターたちはほぼ例外なくその力に酔いしれてしまう。彼らはその力を使って悩みやコンプレックス、苦しみを克服することを望むが、彼らが奈落の力を使えば使うほど心のスキマは広がり苦しみが増すのである。そうなったスペクターは心のスキマを埋めるために奈落の力を使う。彼らがそうやって奈落の力を使うことにより周囲のマナはどんどん消滅していく。こうやって世界を少しずつ傷つけていくのである。そして最終的にスペクターは増大した心の奈落に肉体と魂が飲み込まれ、その場所に奈落そのものを顕現させるのである。
アビスシードは奈落としてはごく小さなものであり、奈落を止めようとする者たちにもなかなか感知できない。奈落の使徒はそれを利用し、アビスシードを大量にばらまき、悩める人間に対して埋め込んでいく。アビスシードが十分に育ち、スペクターが世界を傷つけるだけの力を持つようになって初めて事態が発覚することになる。なお、再生前の宇宙ではスペクター作成はブルースフィアの奈落の使徒が主に使うものだったが、再生後の宇宙ではミッドガルドの使徒もスペクター作成を基本戦略として積極的に行っている
上述したとおりアビスシードは時間とともに成長する奈落であるため、スペクターは発見され次第、早急に始末しなくてはならない。しかし、シャードを持つクエスターだけはスペクターになってしまった者たちからアビスシードを取り出し、浄化することによって元に戻すことができる。
また、ごく少数ではあるが心の奈落が極限まで成長してもそれに飲み込まれずに逆に奈落を自らの心身としてしまい生まれ変わるものもいる。そのようなものたちが奈落の騎士や奈落の使徒となる。
ダークレジェンド
再生後の宇宙におけるブルースフィアにおいてのみ見られる特殊なスペクター。母神ガイアのアバターが奈落と干渉することで生まれた存在「シャドウガイアのアバター」が作り出すスペクターである。シャドウガイアのアバターは自らの欠片である「シャドウガイアの瞳」と呼ばれるアビスシードを人々に埋め込むことでダークレジェンドを作り出す。ダークレジェンドはスペクターであるにもかかわらずアビスシードを作り出すことができ、いわば即席で作り出せる奈落の使徒である。ダークレジェンドはシャドウガイアのアバターから、《シャドウガイア》という加護を受けることができる。これは《ガイア》と同じく奇跡を起こす加護なのだが、《ガイア》が認めないこと（愛に根付かないことなど）さえも起こしうる危険な加護である。ただし、この加護の使用には代償として膨大な奈落を捧げなくてはならず、その代償の支払いのためにダークレジェンドは使徒のように奈落を広げることを強いられる。
ダークワン
奈落の落とし子たちの中には同じ変容を遂げたものが寄り集まって一個の「種族」を成しているものもいる。そのような「群れ」の概念を持つ奈落の落とし子をダークワンと呼ぶ。アンデッド、オーク、ガイスト、ターマイト、ヴァンパイア、フォモールなどといったいくつかの奈落クリーチャーがここに属する。
ダークワンが他の奈落クリーチャーと異なるのは群れへの帰属意識である。自己よりも集団を維持することを重要視する本能があり、中にはターマイトのように社会性昆虫のような生態を持つものもいる。
そして彼らは自らの群れの拡大を望む。本能的に仲間を増やそうとするのである。人間や様々な生物を奈落に染めて自らと同じ種族にし群れに引き入れる。それがダークワンの本質である。
なお、ダークワンの個体にシャードの声が囁かれることもあり、その場合はダークワンはクエスターとして覚醒する。そうなたダークワンは「先祖帰り」のようにその種族が奈落の影響を受ける前の姿に戻り、群れへの帰属本能から解放される。
ダンピール
奈落による変容を起こしながらも、幸運にも心身の歪みが軽微ですんだために生物として元の姿をギリギリ保っている者たちをダンピールと呼ぶ。彼らの血管には血とともに抑え切れない奈落の衝動が流れており、それと戦いながら日常生活を送っている。そのような出自のため奈落を憎悪する者も多い。しかし、奈落の誘惑に負け完全なダークワンと化してしまう者もまたいる。
デーモン
魔界ヘルヘイムに住まう奈落生物のこと。人間以前に存在した半神半人とも言うべき知的種族「銀の種族」が奈落の影響を受けて種族単位で肉体や精神を歪められてしまいデーモンが誕生したと言われている。また、一般のダークワンが成長することでデーモンとして進化する場合もある。
デーモンたちは旺盛な支配欲を本能的にもっており、他のデーモンたちとヘルヘイムで激しい国取り合戦を繰り広げている。デーモンたちは奈落に満たされた空間に入り込み、別の場所にある奈落に満たされた空間から出てくることができる特性をもっている。つまり奈落を通じた次元移動が可能なのであり、ある程度奈落が侵食している場所ならいかなるところにも現れることができる。ミッドガルドのように奈落の亀裂が大量に存在する世界は特に要注意である。デーモンはこの次元移動の能力でヘルヘイムの外の世界で欲望のままに邪悪な所業を行うことがある。デーモンも一部のスペクターのように人間の負の感情を糧にできるので、デーモンは大抵の場合は世界の敵として扱われる。また、ヘルヘイムの権力闘争の末に自らの支配領域を増すことを目的に新天地たる外世界を侵略するデーモンも多い。このため、その世界で活動する他の奈落勢力と敵対する可能性もはらんでいる。
デーモンは奈落に浸っていることに至福を感じ、そうでないことに不快を感じるため、ヘルヘイムは彼らにとっては住みよい世界である。そして外世界を荒らしに出たときもヘルヘイムに比べて不快だからという単純な理由だけでその世界を奈落に染めようとする。
デーモンロード
デーモンたちの中でも強力な存在をデーモンロードと呼ぶ。デーモンロードはヘルヘイム内での領土戦争や外世界での侵略活動は部下にまかせ、自身はヘルヘイムの奥底から指示のみ送っているものが多い。彼らの中にはアビスロードや奈落神に匹敵するものもいる。
奈落天使
再生前の宇宙での「大ラグナロク」勃発後に新たに現れた奈落の勢力。マナと奈落の双方の力を身に宿す稀有な存在である。
元々は機械神デウス・エクス・マキナの使徒として神代に活躍したヴァルキリー（機械生命体）の一種で、人世の時代に機械神が姿を消した後におきざりにされた種族である。奈落に堕ちる前は、真帝国が世界を支配すれば機械神が再び降臨するという予言を信じて人類の歴史に影から干渉を続けていた。
機械神の降臨が為されないまま大ラグナロクが勃発したことに絶望した天使たちのもとに現れた"天使王"メタトロンが、現在の機械神に代わって自らが新しい機械神になることを天使たちに宣言。存在目的を見失いかけていた天使軍の多くがメタトロンを新しき主と担ぎ上げた。
メタトロンの目的は、奈落の力をもってユグドラシル宇宙の全てを虚無に返し、自らが新しい「原初存在」として唯一の神として君臨し、機械神が望んでいたはずの理想の世界をゼロから作り上げることであった。そのために、自らと仲間の天使たちに奈落を受け入れさせ、その力でユグドラシル宇宙の様々な世界を虚無に沈めるべく破壊活動を続けている。メタトロンは古き世界を滅ぼす奈落の力と、新しき世界の源となるマナの存在力を矛盾せずに身に宿す特性を持っており、仲間の天使たちもその特性を与えられた。
また、天使たちは現世界のあらゆるものは新世界に引き継いではならないと考えているため、アスガルドと全てのイデアを消滅させるべく暗躍した。
ワームスカル
再生後の宇宙のミッドガルドに確認された存在。竜の骸骨を模した鎧を着込んだヒューマノイド型の種族で、地底から現れる。高度な技術力をもち、様々な未知の機械を使いこなす。自我や知性はあるが個という概念が薄い種族で、徹底した全体主義。「ワームスカル」は彼らの鎧の外観から名づけられたミッドガルド側の通称で、彼ら自体が自称する名前は不明。なお、厳密にはこの鎧の方がワームスカルの本体であり、それを着込んでいるヒューマノイドはミッドガルドの住人とのコミュニケーションを行うための生体端末に過ぎない。この生体端末は彼らの技術で創造することもできるようだが、ミッドガルドでは現地人の肉体を乗っ取って使うケースも多く見られる。
彼らは10年前にユグドラシル宇宙の「外」からやってきたと推測されており、その後に地底にいくつもの拠点をつくりあげたらしい。ワームスカルの本隊というべきものたちは世界の外側に待機しており、現在ミッドガルドで活動しているのは先遣隊である。
ワームスカルの目的はミッドガルドの侵略である。彼らは通常の生物と同様に、マナによってその存在を確立させているにもかかわらず、奈落に汚された環境でも適応して生存できるという非常に特殊な生態系を持つ。ワームスカル先遣隊は、自分たちの生存に必要なマナを収奪しつつ、世界を奈落で汚し、マナの流れを減退させようと目論んでいる。ミッドガルドのマナの循環が減退すれば、世界の防御力そのものが弱体化し「外」からの本隊が入り込みやすくなるのである。
ワームスカルが世界の環境を変化させるための方法論のひとつに、マナの地脈の流れが濃い土地の地上もしくは地中にプラントを設置し、自らの生存に必要なマナを収奪しつつ、奈落ウイルスと呼ばれる微小兵器を地脈に注入するというものが知られている。そうすることでその周囲環境のマナが弱体化していくのである。奈落ウイルスがばらまかれた周囲環境においては、そこに住む生物のマナも当然ながら減退化し、衰弱していく。ミッドガルドでは生物がこのような状況に陥ることを「奈落病」と呼んでいる。
地上の現地人たちから目立たないように行動することが多いが、直接的な戦闘力も相当高く、兵器に使われる技術力は真帝国さえ圧倒する。彼らが着込む鎧や、彼らが繰り出す無数の機動兵器（これを竜の骸骨のような外観をしている）には、赤い結晶体が埋め込まれており、これが無限の動力を生み出している。ここから引き出される力はシャードの加護と奈落の力を組み合わされた非常に特殊なもので、ゲーム的には「奈落加護」というカテゴリで区別される。近年の真帝国銀十字軍はこの結晶体をリアクターに組み込む研究を続けている。
ワームスカルの目的はあくまでミッドガルドの侵略であり、奈落を利用するのは手段にすぎない。そのため、奈落をよりどころにする他のダークレイスとは異なる位置づけにいるとも言える。

## アルフ
神々よりもさらに以前に活躍していたといわれる巨人族。神人とも呼ばれる。ユグドラシルに連なる様々な世界で超古代文明を築き、さらにはその世界を支配するものとして神々を、そして神々に仕える奴隷として人間などの知的種族を作り上げた。なお、巨人族といっても人間より頭一つ高い程度である。人間たちがアルフを「巨人族」という大仰な名称で呼ぶのは、彼らの持つ高度な技術への畏敬の念からである。
アルフたちは極限まで進化したあげく進化の袋小路に陥り、ゆっくりと退行していった。現在では太古の超文明のほとんどは失われており、いまや自らが創造した神々よりも下位の存在である。過去の遺産にすがって生きている衰退種族ではあるが、それでもアルフの持つ超古代の遺産の力は計り知れない。
『アルシャード』では「レリクス」と呼ばれる器具が登場するが、これは超古代のアルフが創り上げたテクノロジーの産物である。レリクスは誰もが使えるものもあるが、特別な権限を持つものしか使えないようにセキュリティがかけられているものも数多くある。全てのアルフには額に「レセプター」といわれる水晶体が埋め込まれており、そのレセプターの色によってそのアルフ個人がどこまでのレリクスを使えるかの権限が決まっている。『アルシャード』の公式リプレイでよく知られているレリクスは異世界間をつなぐ「ビフロストの橋」である。
アルフは現在は個々の世界の支配権をそこに住むものたちに譲り、ウートガルドといわれる別天地で安穏とした眠りについている。しかし一部のアルフたちは地上に残り、なんらかの目的で活動をしているという。また、地上のアルフたちの中にはなんらかの理由でウートガルドを追放された者たちもいる。追放者たちはアルフが蓄えてきた知識の記憶を消去され、レセプターから色を抜かれレリクスへのアクセス権限をほぼ無くしてしまう。ただし、そのようなアルフでもなんらかの拍子に失われた記憶やアクセス権限の一部を取り戻すこともある。『アルシャード』では、プレイヤーキャラクターがアルフのクラスを選択した場合は基本的にはこの追放者の立場となる。レベルアップのたびにアクセス権限を取り戻していき多様なレリクスが使えるようになる。

## 神々
世界の原初から存在していたという母神ガイアを発見したアルフたちが、ガイアを利用して創造した「ガイアの子ら」。それが神々である。アルフたちが地上を去ってからは世界の支配者として君臨していたが、その多くは過去の戦いで死んだり力を減じたりしており、生き残っている神々の多くも自らの眷属に世界の管理を委ね、表舞台からは去っている。
神々は人間の概念でいうような死を迎えても決して滅びることはない。神々は肉体が滅んでもその魂は不滅であり、人間やその他種族として転生することが可能である。転生者は「ワード」と呼ばれ、成長することでかつての神に匹敵する力を取り戻していく。自らの力を分割して複数のワードを生み出すものもいる。また、砕けてシャードになった神の中にも、砕かれる前に神の力の一部が切り離されてワードを生み出したものもいる。ワードの中には神としての記憶を引き継いでいるものもいれば、そうでないものもいる。
戦争などで敗北した神の中には魂まで砕かれ、転生さえも不可能になるものもいる。そのような状況になっても神はその意思を世界に残すことができる。砕かれた神の肉体と魂の欠片は「シャード」と呼ばれるマナの結晶体として世界にちらばる。このシャードは意思をもつ。それは神そのものの意思ではないが、神の意思の残滓ではある。そして、このシャードが自らのパートナーとして選んだ人間や他種族たちが、クエスターと呼ばれる者たちである。
神々、そしてシャードは今の人間たちにとっては謎につつまれた存在であり、太古の知識を失った現在のアルフたちでもその謎は解明できるものでなく、アルフにとって神々、そしてシャードはもはや畏怖すべき存在である。
なお、神々の中にはガイアをルーツとしないものも存在する。ガイアと同じく世界の最初から存在した「始原存在」や、神代の後に神として誕生した機械神デウス・エクス・マキナ、未来の時代に神として誕生すると予言されているジャーヘッドの「新しき神」、そして神の座を得たクエスターなどである。また、シャードとして確認されているマリーシやアカラナータもガイアをルーツとしないとされるが詳細は不明である。

## 源神話
ユグドラシル宇宙に連なる世界では、地球で語られている神話とほとんど同じものが他の世界にも伝わっていることがある。例えば、異世界であるはずのミッドガルドの神話に出てくる神々は、地球の北欧神話や日本神話、ギリシャ神話などに語られている神々である。
これは、神話の時代に神々がユグドラシルの各世界をまたに掛けた活躍をしており、彼らが成した偉業がさまざまな世界に伝わったためだとされる。もちろん、地球（ブルースフィア）に伝わっている神話についても、異世界での歴史的事実が神話として伝わっている事もある。例えば、地球の北欧神話ではラグナロクの伝説が語られているが、これは異世界であるミッドガルドで実際に起こった神々の戦争の経緯が古代の地球に伝わり、神話として語り継がれたものだとされる。
このように、複数の世界に伝わっている神話を「源神話」と呼ぶ。

## ラグナロク
ユグドラシル宇宙にはラグナロクと呼ばれる滅びと再生の予言が存在する。ギャラルホルンと呼ばれる角笛がかき鳴らされたときに起こると言われ、最終的に全ての次元宇宙がリセットされ新しい宇宙が生み出されるとされている。ラグナロクは以下に記した段階を経て宇宙を滅ぼす。
ユグドラシル宇宙でギャラルホルンが初めてかき鳴らされたときに、ラグナロクの第一段階目「小ラグナロク」が発生する。これにより全ての枝世界、葉世界に対して、いつの日かなんらかの大災厄が引き起こされることが決定づけられる。起こる災厄の種類は様々であるが、どれもその世界の存亡に関わるものとなる。アルシャードシリーズでは一回目のギャラルホルンははるか太古にかき鳴らされたとされており、ミッドガルドで起こった「ラグナロク」や、ブルースフィアで起こった「ティタノマキア」「ギガントマキア」は、いずれも小ラグナロクとして引き起こされたものである。

小ラグナロクを迎えた世界は、滅ぶことももあれば生き延びることもある。生き延びた世界の多くでは、それまで各世界を支配していた神々が滅びたり力を減じることとなった。生き残った神々の多くは世界に直接干渉することをやめ、自らの眷属に世界の管理を委ね、自らは世界を見守ることに徹した。小ラグナロクはユグドラシル宇宙の支配権を神々から代替わりさせたのである。
長い時間をかけて全ての世界が小ラグナロクを体験した後、二回目のギャラルホルンをかき鳴らすことができる。これによって発生するのがラグナロクの第二段階目「大ラグナロク」である。大ラグナロクはあらゆる世界そのものをマナに分解し、ユグドラシル宇宙そのものをリセットする次元規模の滅びである。世界の存在力の弱い小さな世界はギャラルホルンが吹かれたと同時に一瞬にして全てがマナに分解されるが、存在力の強い世界はマナへの分解まである程度の時間的猶予がある。分解されたマナはリーヴとリーヴスラシルが眠るユグドラシルの洞へと蓄積され、後の宇宙再生のために使われることになる。

宇宙のマナをひとところに集積しようとする大ラグナロクではマナの希薄地域が多数生まれる。そして奈落はマナが希薄になった場所に生まれるため、大ラグナロクは結果的に奈落をより活性化させる。奈落の活性化によって今まで封じられていた神代の奈落が目覚めるなどといった負の連鎖もおきつつある。奈落の活性化で最も危険視されるのが冥府龍ニーズヘグが活動を行うことである。ユグドラシルの根をかじりつづけているとされるこの巨龍は大ラグナロクが発生するとその鎌首をもたげ、ユグドラシルの枝や葉、すなわち世界をまるごと飲み込みはじめる。飲まれた世界は一瞬にして奈落に沈むことになる。なお、奈落に沈んだ世界のマナはユグドラシルの洞へと蓄積集積することはなく、宇宙再生の礎になることも許されない。

大ラグナロクは一旦開始されると、神の奇跡を以てしてもその進行を止めることは出来ない。大ラグナロクにより宇宙が全てリセットされた後に、世界をもう一度再生させることができるのは、アスガルドに至り、三回目のギャラルホルンを吹くクエスターであると言われている。再生される世界の有り様は、このクエスターに委ねられている。言い換えれば、新生した世界は三回目のギャラルホルンを吹いたクエスターの心を投影した世界と言える。なお、大ラグナロクが完了する前に三回目のギャラルホルンが吹かれると、全ての因果律が崩壊してしまうとされる。

一方、強大な力を持つ奈落神や奈落王の手の者もアスガルドを狙っている。アスガルドまでも奈落化させてクエスターによる新宇宙創世を防ごうという計画である。
『アルシャード』の公式リプレイにおいては、大ラグナロクは『アルシャードガイア』リプレイ「襲来! コスモマケドニア!!」にて二回目のギャラルホルンが吹かれたことで開始された。同作を第一弾とするリプレイシリーズ『アルシャードトライデント』や、それと連動するサプリメントは、この大ラグナロクが発生した世界を舞台としている。

### イデア
世界の存在力によって大ラグナロクをどれだけ持ちこたえられるかが決まると上述したが、世界の存在力を決定するものは「イデア」と呼ばれている。イデアはその世界が持つ本質や特性を記した仕様書のようなものであり、その形状は道具であったり人間であったり実体のない概念であったり様々である。ほとんどの世界において、イデアは一つしか存在しない。
大ラグナロクによって滅びを迎えつつある世界の中には、他世界のイデアを狙って侵略をするものもいる。これはイデアが例外なく大量のマナを有するからであり、マナが大量にあれば世界の滅亡を先延ばしにすることができるからである（世界の様々な要素がマナに分解されてユグドラシルの洞に吸い取られつつある中で、他世界から奪ってきたイデアのマナを使って吸い取られた部分を逐次補修していくというイメージ）。一方、イデアからマナが奪われると、そのイデアがつなぎ止めていた世界は滅亡が加速することになる。
クエスターの持つシャードはイデアと親和性が高く、イデアに触れることでシャードに格納して持ち運ぶことができる。これにはイデアの形状もサイズも問われないため、イデアを奪いにくるものたちの中にはクエスターもいる。
また、イデアはアスガルドに至ったクエスターによる宇宙再生の際にも使われる。新しい宇宙はクエスターが持つイデアを元に再生される。この時、自分の世界のイデアを使えば全く同じ世界が再生される。いわば、自分の世界を「次の宇宙」に運ぶことができるわけであり、自分の世界を救うためにアスガルドを目指すクエスターも多い。また、複数のイデアを組み合わせれば複数の世界の要素が混ざり合った世界を生み出すこともできる。滅びいく世界の救済をあきらめた世界の中には、「次の宇宙」に自分の世界の要素を継承させるために他世界のクエスターにイデアを託す場合もある。

また、クエスターの持つシャードを宇宙再生のためのイデアの一つに使用することもできる。自身が持つシャードはもっとも強力なイデアとして作用し、そこにはクエスター個人が持つ望みや思いが込められている。そのため、クエスターが望めば自分の思い通りの世界を創ることもできる。
『アルシャード』の開発元であるファーイースト・アミューズメント・リサーチは、『アルシャードトライデント』の開始に当たり、自社の公式サイトにて、プレイヤーやリプレイ読者などからのイデアの投稿を募っていた。

## ミッドガルド
ユグドラシルに連なる「枝」にあたる世界の一つがミッドガルドである。『アルシャードff』の主要な舞台でもある。ひとつの巨大な大陸（「ミッドガルド」は大陸の名前でもある）といくつかの島々で構成されている世界である。北欧神話をモチーフにした世界観であり、上述の小ラグナロクが起こった後の世界という位置づけである。かつて人間たちを支配し導いた神々の神々は戦争によって滅び、残された人間たちは世界の支配権をかけて戦争の歴史を繰り返してきた。
いわゆる剣と魔法のファンタジー世界だが、中世ヨーロッパ風のイメージにはこだわらず、近代的な機械技術を持つドイツ風の軍事帝国や、未来的な科学技術を持ったアルフの古代遺跡、樹海に棲む蛮族、日本風のサムライやニンジャ、チベット・モンゴル風の遊牧文化をもった異種族など、多様なイメージを背景にもつ文化が混在している世界であり、『ルーンクエスト』や『ルナルサーガ』などとも共通する「ごった煮ファンタジー」となっている。『アルシャードガイア』サプリメント『リーフワールド』によると世界の技術レベル平均は地球の18世紀相当とされる。
このような多様性を持つミッドガルドではイデアも1つに収まりきらない。ミッドガルドは他の世界とは異なり、文化圏毎に全く異なるイデアが独立して存在している。複数のイデアによって成り立っている世界というのはユグドラシル宇宙でも稀有なこととされている。
人間が支配する「人世の歴史」になってから約2000年の時を経たが、ミッドガルドではここ400年ほどで奈落が序々に拡大を続けていき、現在では大陸の5分の1が奈落に侵食されている。ミッドガルドの奈落は空間を切り裂く黒い亀裂として顕現し、奈落に飲まれた場所は侵入が不可能な空間となる。奈落の亀裂が広がるとともに、奈落に犯された生物であるダークワンが集落を襲ったり、奈落を受け入れ堕落した人間のなれの果てであるアポスル（奈落の使徒）が人間社会に混乱をもたらしたりと被害が増大している。なお、奈落の亀裂のほとんどは大陸北方に集中している。北方地域は真帝国領に属し、帝国領全体の3分の1くらいの広さを持つが、亀裂の拡大で人間の領域が年々奪われつつある。奈落の尖兵が跋扈し、自然が歪み荒れ果てた魔境と化している場所も多い。
ミッドガルドはアース神族が強い影響力を持っていた世界であり、神々が死したこの時代でも素朴な信仰を保っている。神はマナとなってこの世界にいまでも影響を与えていると信じているものもいて祈りを捧げる者は絶えない。しかし、ラグナロクの勝利者を標榜する機械神デウス・エクス・マキナへの信仰が真帝国の勢力拡大とともに浸透しており、古き神々への信仰は序々に失われつつある。
再生後の宇宙では、新しい敵勢力としてワームスカルが登場した。詳細は上述。一方、世界を穿つ黒い穴としての奈落そのものが顕現している割合は再生前より減っている。

### 真帝国
ミッドガルドを席巻する強大な軍事国家。『アルシャード』（ルール第一版）、『アルシャードff』における代表的な敵役の一つであるが、絶対悪というわけではない。PCが帝国側のキャラクターになってプレイするためのデータも用意されている。
軍部が強い力を持つが、同時に機械の神デウス・エクス・マキナを奉ずる政教一致の宗教国家でもあり、軍と教会の間で対立が起こることもしばしばある。ミッドガルドの創世神話によると、人類は神々の下僕となるべくアルフに作られたとされているが、神代の末期にこの運命に逆らった北方のユグノス王の下に現れたのが機械神であるとされる。機械神は他のあらゆる神々の手から王国を守護することを約束し、ユグノスの王国は機械神を奉ずるようになった。これが後の真帝国の原型となる。そしてその契約どおりに、機械神は小ラグナロクで他の多くの古き神々を滅ぼしたのである。しかしその後、機械神は姿を隠し、現在までその姿を臣民の前には現していない。
国教である真帝国教会による教えでは、ミッドガルド大陸全土に機械神の教えが広まったとき、機械神が再臨し、この世界に楽土たる千年王国が誕生すると言われている。真帝国はこの伝説を旗頭に大陸統一を目指して何百年もの間戦争を続けてきた結果、大陸の約七割をも支配するに至った。しかし現在は戦線は膠着状態なうえに、国力を超えた領土拡張政策による国内のひずみも問題視されつつある。国土の広さゆえに統治がままならない地域も数多く存在している。
真帝国教会の教えでは、機械神デウス・エクス・マキナは神々の最終戦争ラグナロクの最後の勝利者であるため、敗北した神々の残滓であるシャードは機械神が受け取るべき戦利品であるとしている。そして、地上に存在するシャードを管理するのは機械神の代理人である皇帝および国体でなくてはならないと主張している。その考えのもとに、真帝国はクエスターを見つけ次第「保護」しシャードを徴収している。徴収されたシャードは後述するリアクターのエネルギー源として利用されている。「保護」されたクエスターがどうなるかについては様々な黒い噂がある。殺されるといった物騒な噂があるのは当然だが、真帝国内にはクエスターを秘密裏に子飼いにしている組織や個人がいて、様々な秘密任務に投入されている話もまことしやかに語られている。
真帝国は、魔力の源である「マナ」を周囲から集めることでエネルギーを無尽蔵に抽出する永久機関「リアクター」の技術を独占している国家である。このリアクターによって動く機械群「カバラ」が軍事技術として普及しており、現代的な戦車や銃器が実用化している。非真帝国領域のほとんどは産業革命以前の文明レベルであるため、このカバラ兵器が真帝国の強さを支えているといって差し支えはない。リアクターは周囲のマナを集積するためのコアとしてクリスタル状の結晶体を利用しているが、これはシャードを模倣して造られたものである。リアクターに本物のシャードを入れた場合、通常のリアクターとは比較にならない桁違いのエネルギーを得られるため、真帝国はシャードを躍起になって回収している。
シャードリアクターの強力さを象徴するのが真帝国領内の様々な場所に建築された巨大な塔である。これは「積層都市」と呼ばれているアーコロジーであり、積層都市の下部には必ずシャードリアクターが設置されており、この密閉された巨大な塔の内部全てにエネルギーフィールドが充満させている。それにより、あらゆるカバラ機器がリアクターを積まなくても動くようになっている。真帝国臣民の生活スタイルは積層都市とそれ以外では全く異なる。積層都市の内部ではカバラによるインフラが充実しており、一般生活に使われる道具も機械化されていて近代的な生活が送れるようになっている。一方、積層都市以外の場所でカバラ製品を使うにはその製品自体にリアクターが搭載されていなくてはならない。リアクターのほとんどは軍用にしか支給されていないため、積層都市以外の街では一般生活面でのカバラの恩恵はほとんど得られておらず、非真帝国領域とあまり変わらない生活スタイルが送られている。積層都市は広大な真帝国の領土でも建築されている数はそう多くはない。ただし全部で13ある州都は全て積層都市である。
なお、リアクターは世界からマナを奪うことで結果的に奈落を生み出しているのではないかという説があり、一部の知識人からは危険視されている。しかしこれはあくまで仮説であり、アカデミーなどの中立的で権威ある学会では公式ではノーコメントという立場をとっている。真帝国はこの説を悪質なデマゴギーだと公式に否定している。一方、反真帝国勢力はこの仮説を支持しており、真帝国の政体の愚劣さを示すものとして政治的に利用している。
再生前の宇宙における今上帝であったグスタフ・ヨーゼフ2世の治世は400年余りに及んだ。しかも彼は自身を機械化させて延命させていった事で本当に必要最低限の僅かな手振りで返答するほどの恐るべき無口と化し、言葉を一つ発しただけでも国を揺るがす重大事になるほどだった。だが皇帝は継嗣を公に残さないまま、『アルシャードff』リプレイ「天使がくれた世界滅亡」及びシナリオ集『パラダイスロスト』にて崩御した。皇嗣の不在（もしくは未確定）は『アルシャード』公式リプレイにおける伏線となっている。皇帝崩御と、それと時を同じくして発生した軍内のクーデターにより、真帝国中央権力は混乱状態に陥った。
再生後の宇宙ではグスタフ・ヨーゼフ2世は崩御前に禅譲を行っており、今上帝はレオポルト2世と呼ばれる17歳の少女である。ただし、この皇帝が女帝であることは秘中の秘であり、世間一般には男帝として通っている。禅譲の経緯は不明だが、政治など携わったことがない凡人であるため、政治的な掌握能力は弱くお飾りに過ぎない。上級官僚たちによる駆け引きで帝国の中枢が動いている非常に不安定な状況である。レオポルト2世は帝都の塔に閉じこもりっきりで、周囲からは帝国の光の部分のみを見せられており、帝国を素晴らしい国であると信じきっている。暗愚ではないが極めて悪い意味で無垢。
真帝国はそれ自体で三つのイデアを持つ文化圏である。帝国のイデアのうち一つは【無垢なる者】と呼ばれる童子であり、一つは機械神デウス・エクス・マキナのアバターである。

### ミッドガルドの勢力

#### 真帝国の勢力
ミッドガルド大陸の七割を国土とする真帝国は、その広大さがゆえに一枚岩ではなく、様々な派閥闘争や内乱の危機をはらんでいる。
真帝国軍
真帝国の軍事を司る勢力。軍務枢機卿マクシミリアンをトップに、北方方面軍、東方方面軍、西方方面軍の三軍からなる。巨大組織ゆえに内部では様々な派閥がある。
『アルシャード』公式リプレイにおいては、「天使がくれた世界滅亡」にて、大天使ウリエルの意を受けたマクシミリアンがクーデターを起こし、地上の粛清と新帝＝「神の子」の出現を目論んだが、計画は失敗に終わりマクシミリアンは死亡、ウリエルも滅んだ。この結果、ただでさえ揺らいでいた軍の結束はさらに崩れつつある。
真帝国教会
真帝国の宗教と政治を司る勢力。教務枢機卿アルフレッドをトップに、十三の部署からなる。政教一致の宗教国家である真帝国の官僚は基本的にすべて聖職者としての地位を持つ。信仰より利権に眼がくらんだ者も多く、近年では腐敗が著しい。
サプリメントやリプレイによっては「帝国神教会」と表記されている場合がある。
銀十字軍
もともとは今上帝グスタフ・ヨーゼフ2世の親衛隊であったが、瞬く間に力をつけては一個の軍隊というべき存在になった。ただ皇帝にのみ忠誠を誓う銀十字軍には、真帝国軍も教会も干渉できない。
再生前の宇宙における『アルシャード』公式リプレイにおいては、「天使がくれた世界滅亡」にて発生したマクシミリアン率いる「天使派」クーデターで司令官ヴィルヘルム・グーデリアンを失ったものの、なお勢力を残しており、プリムローズなど在野の組織と連携してミッドガルド全体の危機に対処している。
再生後の宇宙では銀十字軍はワームスカルをはじめとした未知技術の調査を専門とする部隊が設立され、ヨルムンガルド社と手を組み、帝国正規軍や教会を出し抜けるだけのテクノロジーを手に入れようとしている。
銀十字軍はイデアを持つ組織である。銀十字軍のイデアは【試作特装砲”ドーラ”】という大型砲であり、かつてのラグナロクによりはがれおちた機械神の残骸の一部がコアとして組み込まれている。
皇帝の剣
真帝国内務省に属する監察部隊。真帝国軍内の戦争犯罪・権力犯罪を捜査する。軍務枢機卿マクシミリアンの直轄機関であったが、「天使派」クーデター後の動向は不明。
帝国企業
真帝国に公益をもたらすと認められた大企業は「帝国企業」という地位を得る。帝国企業は真帝国の大陸支配に貢献する業務を行うことを義務づけられる代わりに、公共事業に関して莫大な利権を有する。
ゼネラル＝マテリアル
通称「G=M社」。運輸の分野を得意とする企業であり、大陸全土をつなげる陸路、海路、空路を持つ。実は裏では反真帝国組織を支援しているという黒い噂がある。
ヨルムンガルド
軍事の分野を得意とする企業。G=M社に雇われた反真帝国組織や同社の秘密工作員が、ヨルムンガルド社が秘密裏に開発中の真帝国の秘密兵器を破壊する…という構図は裏社会では日常茶飯事であり、二つの会社の工作員はライバル同士である。
ヴァナヘイム
交易の分野を得意とする企業。元々は自由を愛する海賊や海上商人のギルドだったが、彼らの盟友であるメロウ（人魚）の国家「オアンネス」とその海底神殿を真帝国の侵略から守るために、自らが真帝国の支配下に入り、帝国企業として海底神殿の真上の島に本社を構えた。社長のハンティはオアンネスの大王を兼ねている。

#### 反真帝国勢力（国内）
地域的には真帝国領内にあるにもかかわらず真帝国の支配が及んでない地域や、反真帝国組織も数多くある。
プリムローズ
真帝国の侵略や圧政を批判し、侵略した植民地の解放とこれ以上の戦争を中止するように求めている団体。元々は穏健な学生運動から始まった組織だが、いつのまにか過激化して国際的な武装レジスタンス組織と化した。
現在は活動拠点を国外に移し、真帝国の侵略に備える現地の国家と軍事的な結びつきを強めつつある。『アルシャード』公式リプレイにおいては、「天使派」クーデター前後からは銀十字軍とも手を結び、その活動の視野を「反真帝国」から「ミッドガルド大陸全体の救済」に広げつつある。
ウータンキドゥル
真帝国南東部にある原生林。独自の未開文化を持つバーバリアンたちが住まう。真帝国は文明化を進めようとしているが、バーバリアンたちの抵抗にあっている。
アムング地下帝国
真帝国東部のグロスヴァンド山脈の地下にあるザウルスたちの領域。真帝国もまだ地下世界にまでは手を出せず、ザウルス諸氏族は地下世界で独自の文化を謳歌している。ヤシマとは歴史的に敵対関係にあり、その脅威に対抗するためザウルス諸氏族が結束してアムングが建国されたという経緯がある。氏族ごとの独立意識は高く、内部では対立が激しい。
何事にも勝利を求めることを第一とするザウルスたちは優れた戦闘技術をもっており、地上世界に出てきて傭兵稼業を行う者もいる。真帝国はそんな傭兵たちを雇って正規軍がやらないような汚れ仕事を担当させることもある。
トマス
真帝国北方にある研究都市。実験の失敗により奈落生物ターマイトが誕生してしまい、現在はターマイトの巣となっている。ターマイトたちは周囲の村や都市を襲って「巣」を増やし続けており、真帝国北方領域の脅威となっている。
イスカリオテ・ユダ
反真帝国勢力ではないが便宜上ここで記述する。帝都グラスハイムの側を流れる川の上流、グロスヴァンド山脈の麓に建設された積層都市。しかしある日住民全員が謎の大量自殺を遂げ、廃棄された。

#### ミッドガルド大陸西方の勢力
ミッドガルド大陸の西方は未だ真帝国の領土とはなっていない地域であり、様々な国家・勢力が点在している。それぞれの国内での問題が山積みであり、真帝国に対抗するために団結する兆しは見えない。
ウェストリ廃王国
西方地域の東端に存在する騎士の王国。真帝国の西部国境に接する。各地の諸侯を王家が統括していた古式ゆかしい封建制の国だったが、10年前に真帝国の侵略を受ける。そして王都ハイウェストリ攻防戦の最中に、ハイウェストリ近郊にあるミーティア遺跡から戦闘機械「バーサーカー」が出現。ウェストリ軍、真帝国軍双方に無差別攻撃を仕掛け殲滅した。その混乱の中で国王エドワードは死亡し、王位継承者である王弟ダーモットはシルベストリ共和国に亡命した。現在は、バーサーカーの跋扈によってゴーストタウンと化したハイウェストリとミーティア遺跡を除き、各地の諸侯が独自に治める都市国家群となっている。シナリオ集『ブライトナイト』の舞台でもある。
ウィンカスター
ウェストリ廃王国の東端、アースメギン川のほとりにある世界最大の港湾都市。世界中の様々な国の人と情報が集まる街である。元来から東西交易の拠点として発展していたが、10年前の真帝国のウェストリ侵攻の際、真帝国軍の大規模な駐留を受け入れることで保身を図った。
ハイウェストリ壊滅後は、領主のグレゴリー・ダーニングのダーティーな外交手腕により、真帝国・反真帝国どちらにも偏らない中立的な位置をかろうじて守っている。現在では真帝国軍の駐屯地が街に隣接して増設されており「基地の街」としての側面もある。
キルシェ公国
大陸西方南部にある武装中立国家。キルシェ公爵は旧ウェストリ王国諸侯の中で最大規模の領地を有していたが、真帝国軍がウェストリに侵攻したどさくさに紛れて独立を宣言した。現在のウェストリ廃王国と仲が険悪なのはもちろんのこと、他のいくつかの西方諸君主国とも複雑な領土問題をいくつも抱えている国であるが、武装中立を国是とし国土を堅持している。軍事力増強のために真帝国のカバラ兵器を輸入している。
大公家とその周辺貴族が支配する中近世ヨーロッパ風の国家であり、文化的にはウェストリとほぼ変わらない。最大の違いは国民皆兵制を布いているところである。国民の多くが優れた戦士であることを活かして、近年では傭兵団「キルシェの死神」を設立。世界中の様々な紛争に傭兵を派遣する事業を行っている。ただし、これは中立というキルシェの国是に反しているのではないかという意見も国内外にあり、傭兵団を指揮する改革派のラファエル公子の一派と、保守派でありラファエルの弟であるクフィル公子の一派で対立の根が深まっている。
シルベストリ共和国
大陸最西方にある市民国家。もとは王制を敷いていたが、王家の散財によって国政が傾き、当時の神官が王家を追放して神権政治を開始した。しかし理想主義に走り過ぎた神官政権は数年と持たず、代わって樹立された市民政権も神官政権と同様の道をたどった。現在は恐怖政治を強いる共和政権と地方旧領主などの間で内乱が絶えない。真帝国領土との間にウェストリ廃王国とキルシェ公国を挟んでおり、これ以外のルートは地中海を渡るしかないため、現在に至るまで真帝国の侵攻を受けていない国家でもある。
黄金の森（ゾアネスヘイム王国）
キルシェ王国に接する巨大な森林は葉が黄金色に輝く神秘的な広葉樹林であり、猫型ヒューマノイドのリンクスの支配地域である。
リンクスは自由を愛する気ままで勝手な種族だが、女王の命令にだけは絶対服従する本能があり、王家の名のもとにいざ戦いが起これば悪鬼のごとき戦いぶりを見せる。キルシェ公国はこの森を自国の領土と主張している。
黄金の森はイデアを持つ文化圏である。黄金の森のイデアはゾアネスヘイム王家に代々伝わる【黄金の剣】と呼ばれるマジックアイテムであり、これが王家のカリスマ性の源となっている。
スズリ砂漠
キルシェ公国に接する巨大な砂漠地域。不毛の砂漠であるが、100年程前に放浪の異民族ジャーヘッドが南方のムスペルヘイムから移住してきて独自の文化を築いている。砂漠の北方に都市を築いているキルシェ公国は、ジャーヘッド諸氏族とは領土的に対立している。ジャーヘッド最大勢力であるアディーナ氏族は、現在ペルニナという少女が治めている。

#### ミッドガルド大陸中東部・上空の勢力
黒の森
ウェストリの北部にある針葉樹林。狼頭のヒューマノイドであるシリウスの領域。シリウスは遊牧民族であり自国の土地という認識は通常もたないが、黒の森だけは「聖地」という認識をもっており他種族が踏み荒らすのを許さない。
10年前の真帝国のウェストリ侵攻の際、真帝国軍がこの森を侵攻ルートに使ったために激しい戦いが起こった。この戦いはシリウスたちの間では「鬼竜の役」、真帝国では「黒の森冬季戦」と呼ばれる。
黒の森はイデアを持つ文化圏である。黒の森のイデアはシリウスの祖霊の魂が還るといわれる秘石【運命の石】である。シリウスの部族の頭を決める祭具でもあるが、「鬼竜の役」の後に帝国に奪われてしまっている。
ムント高地
ミッドガルド大陸の西方北部にあるミョルニル山は円筒の形をした巨大な山であり、伝説ではラグナロクで使われたトール神の槌であるともされる。ムント高地はこのミョルニル山のふもとにある険しい峡谷地域である。高山民族ドヴェルグの支配地域であり、彼らは雷石機関によって作られた飛空艇を駆って、真帝国やG=M社の飛行船を襲う空賊を生業としている。
ミッドガルド大陸の西方は東端を奈落の亀裂に阻まれており、ムント高地は大陸の東西を結ぶ数少ない空路として重要な地域でもある。
ムント高地はイデアを持つ文化圏である。ムント高地のイデアは【上位精霊の宿った大雷石】である。雷石機関は雷石に宿る精霊の働きを持って動くのだが、雷石の精霊たちは全てこの上位精霊によって支配されている。
ヤシマ
ミッドガルド最東端にある島国。日本の幕末をモチーフにした文化を持ち、長らく鎖国を続けている。
ラグナロクを生き残った神アマテラスの恩寵深き国で、はるか上空にある軌道神社から国土を見守っている。それゆえに真帝国も下手には手を出せずに現状では干渉していない。
ヤシマはイデアを持つ文化圏である。ヤシマのイデアは軌道大社に安置されている【ヤタノカガミ】であり、アマテラスのマナの源である。
アガルタ
ヤシマ本島とミッドガルド大陸の中間にある小さな島国。琉球をモチーフにした文化を持つ。
50年前にヤシマの豪族である宮門家の侵攻を受け、その事実上の植民地と化している。鎖国しているヤシマが唯一諸外国に対して門戸を開いている場所であり、いわゆる出島の機能を持つ。
ヤシマの開国派が様々な活動をしている場所であり、アガルタのヤシマ支配を支える武装警察「烈風隊」がそれの取り締まりに追われている。
シュメル
ユグドラシル宇宙の様々な世界につながる次元転移装置が設置された空中島。ここを管理していたアルフはすでに世界を去り、現在は転移ゲートを制御する生体コンピュータ・ヴァーハナ族と、一体のヴァルキリーが住まうのみとなっている。
その存在は地上の種族にも知られているが、ミッドガルド大陸のかなりの高空に存在するうえ、特殊なフィールドで守られているため簡単には手を出せない。

#### アルフの勢力
人類をはるかに超越した技術を持つ太古種族アルフは。彼らのほとんどは異世界ウートガルドで安穏とした眠りについており俗世には深く関わろうとしない。しかし、この世界を監視するための組織を作っている者たちもいる。
アイギス
ミョルニル山の頂上にはアルフたちが住まう遺跡都市「トルスティン・トラングル」があり、そこにはウートガルドへつながるゲートが存在している。その門番として選抜されたアルフたちが「アイギス」と名乗る集団である。アイギスはミッドガルドがなんらかの災厄で滅亡したとき、その余波がウートガルドへと干渉することを恐れており、世界滅亡レベルの危機が起こりそうになったときにそれを防ぐことを目的としている。なお、彼らの本質はあくまでウートガルドの守護であり、ミッドガルドに住む者たちの味方ではない。
アイギスのアルフたちが直接動くことは少なく、多くの場合はアルフが選抜した有能な人間たちを戦士として派遣している。アイギスの戦士たちはアルフたちが本質的にはこの世界の味方でないことを知りながらも、アルフたちがもたらす叡智がミッドガルドを救う力になると信じてアイギスに協力している。
アイギスの遺跡都市トルスティン・トラングルはイデアを持つ。それはミョルニル山の地下に封じられた【世界蛇ヨルムンガルド】そのものである。すでにシャードとして砕かれたともされているが、その力と破壊の意思は消え去ったわけでなく、眠り続けているだけである。
エクスカリバー
奈落を殲滅するために作られた騎士団。ウートガルドで安穏と眠りにつき奈落から逃げるだけの人生をよしとしないアルフたちによって結成された。
組織の上層部はアルフで占められているが、実際に戦う戦士たちは様々な種族で構成されている。「量より質」をモットーにするため、戦士の数は少ないが誰もが一騎当千の力を持つ実力者でありクエスターも多い。空中戦艦「アヴァロン」が本拠地となっている。
奈落退治以外では中立を前提としており、奈落が関わらない限りは特定の勢力に肩入れしないが、内部では導師が自ら選んだクエスターのみで奈落に対処すべきとする保守派と、広く人材を求めるべきとする開放派との対立があり、一時はその間隙を奈落に突かれて分裂しかかった過去がある。
エクスカリバーは自身のイデアを持つ組織である。それは【エピタフ】と呼ばれる剣十字型のレセプターで、戦いで倒れた戦士たちの魂は冥府に還ることなくこの中に宿り、生き残った仲間の戦いを見守り続けているとされる。
ウィンカスター・フォーチュンサービス
ウィンカスターで経営している情報企業。通称「WFS」。世界中の様々な情報を売り買いしており、それを活かして「冒険者」の斡旋業なども行っている。
再生前の宇宙では、稀代の女占い師ティファナが社長を行っていたが、再生後の宇宙ではナガセ・ミナが社長を行っており、ティファナはブルースフィアで活動している。ティファナの正体は"橙"の色で呼ばれるエクスカリバーの導師であり、WFSの実態はエクスカリバー開放派に属するティファナが作り出したクエスター支援組織である。そのため、クエスターにはより高度な情報の提供と冒険（クエスト）の斡旋を行っている。ティファナは、エクスカリバーが中立性を絶対視するあまりに構成員以外と協力することがなかなかできないことを憂慮し、エクスカリバー構成員に限らず全てのクエスターを支援することで、奈落に立ち向かおうとする「質より量」の戦略を提案し、保守派と対立した。そして奈落の介入によるエクスカリバー分裂の危機回避後、ウィンカスター・フォーチュンサービスを設立した。保守派の巨頭であった"青の"シェルリィは、エクスカリバーの結束を最優先させるためにティファナの行動を黙認し、のちに自身も、後述するブルースフィアのフォーチュンサービスに関わることになる。
なお、フォーチュンサービスの名を持つクエスター支援組織は他の世界にもあるが、その母体はすべてこのウィンカスター・フォーチュンサービスである。

#### アカデミー
それ自体がレリクスである巨大な浮遊プレートに作られた魔術の学院。ラグナロクにより神々が去り、新たな世界の支配者になった人間族に高度な魔術の知識を与えるために古代のアルフの魔術師シモン・マグヌスが作り上げた学校である。現在は人間族に限らず魔術の道を志すものならば誰でも入学資格を持つ。ただし、入学試験は非常に厳しく、卒業はそれ以上に厳しい。講師にも様々な種族の者がいるが、教授の地位を持つものとなるとアルフが中心である。教授になるとアカデミーの運営組織である「教授会」に参加することができる。教授会の方針によりアカデミーは地上の勢力のいずれにも肩入れせず、いずれにも敵対しない中立を貫いている。
アカデミーを卒業した者は、「賢者の石」と呼ばれる水晶体を与えられる。これはアルフのレセプターの模造品であり、賢者の石を持つものはアルフと同格の叡智を得たことを示している。彼らは人間社会の間では「ウィザード（賢者）」と呼ばれており、魔術を極めたエリートとして高い社会的地位を得る。
なお、アカデミーはひとつだけではなく複数の分校を持つ。学生の増加に伴い、1校だけでは対応できなくなったためである。分校は本校ほどの規模はないが、学習要項が本校に劣ることはない。後述するノース校のように、特定の目的の施設（魔術実験施設など）がある関係で、敢えて僻地に設けられる場合もある。
漂流学園
魔術的災害によってブルースフィアから校舎と生徒、教職員ごとミッドガルドに転移してきた「万色学院」が、アカデミーの分校である「ノース校」と次元的に衝突し、二つの建造物が融合して生まれた学校。
事件後も、ノース校と万色学院は従来通り別個に授業を行っているが、ノース校はウィザードの素質ありと認められた万色学院の生徒には入学を認め、万色学院の教員もブルースフィアへの関心を持つノース校の生徒に授業への参加を許している。結果、「漂流学園」はミッドガルドにおいてブルースフィアとの接触が最も表立って行われている場所となり、両世界における知識交換の場ともなった。この事実からいくつもの勢力に注目されており、アカデミーの中立の立場に亀裂を生じさせつつある。
アカデミー本校は、漂流学園事件で不安を覚えるノース校の生徒・教職員については受け入れているが、万色学院の生徒・教職員の受け入れは拒んでいる。これは事件の真相が解明されるまではノース校に留めておくべきであることと、万色学院をブルースフィアに戻す手段がわかった場合は、関係者は全員その場にいた方が良いという方針からである。
シナリオ集『フライハイ』の舞台でもある。
ノース・アカデミー分校
アカデミーの分校の一つ。略して「ノース校」と呼ばれる。
魔術の実践を行う隔離実験施設が設けられており、実験による周辺地への災害を避けるため、グロスヴァンド山脈中央部北側上空に、本校と同じ浮遊プレートに設置されていた（一部実験施設は地下に設置）が、万色学院との衝突の衝撃で浮遊プレートに異常が生じ、ミッドガルド上空を無秩序にさまよう学校となってしまった。
万色学院
東京近郊のN市に存在「していた」名門私立学校。中高一貫教育、少人数教育を方針とし、実験的な授業やユニークな教員陣、大学進学率の高さなどで知られていた。
創立100年を迎えたばかりのある日、校地上で巨大な竜巻が発生。校舎は竜巻に押し上げられるようにして約800人の生徒や教職員と共にと虚空に消え、跡には巨大なクレーターが残った。そして気づいた時、校舎は斜めに突き刺さる形でノース校に衝突・融合した。ブルースフィアのクエスター勢力は万色学院の行方や消滅の原因を未だ掴めていない。
シナリオ集『ロストレクイエム』の舞台でもある。なおサプリメント『グレートディメンジョン』によれば、万色学院の「消滅」は創立100年経過後の出来事とされるが、『ロストレクイエム』での事件も同時期の出来事であり、時系列は曖昧になっている。

## ブルースフィア
ユグドラシルに連なる「枝」にあたる世界の一つがブルースフィアである。『アルシャードガイア』の主要な舞台でもある。
ブルースフィアはユグドラシル宇宙観において我々の住む地球にあたる世界である（より正確にいえば、「この地球が存在する三次元宇宙空間全て」がブルースフィアと呼ばれる世界である）。魔法が存在はするが隠蔽されており、多くの人々は魔法や奈落の存在を知らずに日々を過ごしている。この世界の平和な日常を守るために、人々にばれないように奈落を退治するのが『アルシャードガイア』の基本的なゲームスタイルである。
ブルースフィアはオリュンポス十二神が管理神を担っていた世界だが、源神話の影響力が強く、様々な神族の神話が残り、多様な神々への信仰が現在でも保たれている。
ティタノマキア、ギガントマキアという2つの神々の戦い（小ラグナロク）を経て、神々は世界を去り人間の時代となって以降、ブルースフィアではマナや魔法の知識は隠され、世界の真実を知るのはマナを操る素質を持つ一部の者たちのみとなった。世界の真実が隠されているのは、マナを操る手法が下手に技術化され一般人でもマナを利用できるような文明が誕生してしまうと、マナが乱利用され枯渇する危険性があることを古代の大魔術師マーリンが指摘したためである。この方針は現在でも魔術師連盟（下記参照）によって厳格に守られている。なお、この世界が「ブルースフィア」と名づけられていること自体、一般人は知らない。
ブルースフィアはガイアの恩寵が深い世界であるため、奈落の影響力は比較的抑えられている。しかし近年になってガイアの力が弱まり、奈落が活発化してきた。ブルースフィアの奈落の中でも最も危険なのはティターン十二神の手のものたちである。ティタノマキアで敗北し奈落の牢獄タルタロスに封じられ身動きができない彼らは、ガイアに復讐を果たすべく、ブルースフィアに奈落の尖兵を送り続けている。
一方で近年になってクエスターも多く発生するようになり、この世界に住む者たちと奈落との戦いは激化しつつある。人間社会に存在する「世界の神秘をする者」たちは世界を守るために連携をとるようになってきている。しかし、実際は利害関係による対立が激しい。特にクエスターは普通の能力者よりも強力な存在であるため、クエスターの行動には様々な組織の思惑が絡むことも多い。
『アルシャード』の公式リプレイにおいては、ブルースフィアは「襲来! コスモマケドニア!!」「美少女☆女神と黄金の林檎」にて冥府龍ニーズヘグに呑まれ、それに対抗する手段としてレリクス「アマルテイア」が起動した結果、ユグドラシルから離脱しつつある。この事実はユグドラシル宇宙に連なるブルースフィア以外の全ての世界における大ラグナロクを加速させている。

### ガイア
ユグドラシルにおける全ての世界の神々の母。世界の原初から存在していた神であり、ブルースフィアの大地そのものでもある。その為、ブルースフィアのイデアは大地母神【ガイア】と言える。ブルースフィアはこのガイアにより強固に守られていたのだが、その守護の力は近年弱まってきており、それに対応するように奈落の侵略が激しくなってきている。ブルースフィアでクエスターとなったものはシャードだけでなくこのガイアにも導かれる特別なクエスター「ガイアの戦士」となる。ガイアの戦士の中でも特にガイアの寵愛を受けている者は「レジェンド」と呼ばれ、不可能を可能にする奇跡の力を発揮することができる。

### ブルースフィアの勢力
エクスカリバー
詳細は「ミッドガルドの勢力」の「アルフの勢力」を参照。ミッドガルドに本拠を置くエクスカリバーだが、ブルースフィアなどの異世界にも戦士を派遣している。また現地のクエスターが戦士としてスカウトされることもある。
フォーチュンサービス / フォーチュンホールディングス
ミッドガルドにおけるウィンカスター・フォーチュンサービスと同じくエクスカリバーの下部組織であり、在野のクエスター支援組織である。クエスター相手に専門的な情報やアイテムを売買したり、様々な冒険（クエスト）を依頼して成功報酬を与えたりしている。
表向きは、カラオケなどのアミュズメント施設経営で世界的な規模で成長を続ける「フォーチュンホールディングス」を経営している。クエスターは世界中にあるフォーチュンの関連店舗に赴き店員にシャードを見せることで様々なクエスター専用サービスを受けることができる。なお、カラオケボックスの場合、各部屋におかれたカラオケ端末は特殊なコードを入力することで高度な情報端末兼通信装置としても使用できる。
ブルースフィアのフォーチュンサービスは「高坂橙子」ことティファナが直接運営している。再生前の宇宙ではティファナがミッドガルドに戻ってからは、シェルリィが「高坂青子」と名乗って一時的に携わったのち、サプリメント『ラグナロク』では先代”蒼の守護者”・宮沢祥吾が社長代行を務めていた。
サジッタ社
錬金術と現代科学を融合させることを目的に作り出された研究開発機関。表向きは国際的な規模を持つ巨大な玩具会社となっているが、これはサジッタ社の販売する玩具にマナを封入させて世界中にバラまくことで、奈落と戦える素質を持つ能力者の魔力の覚醒を幼いうちから促そうという目的のためである。
スパイダーウェブ社
サジッタ社の完全子会社であるコンピュータ関係の開発会社。その実態は地球にやってきたマシンヘッドが人間社会で自立するために作られた企業であり、社員の多くはマシンヘッドである。
スパイダーウェブ社の作り出す高度なコンピュータシステムはロボットの基幹部分と相性がよく、ブルースフィアの一般社会にはロボット技術を急速に普及しつつある
フューネラルコンダクター社
ブルースフィアに数多くいる「奈落退治人」を支援するために結成された仲介組織。世界中の様々な宗教組織が連携をとって作り出した。
フューネラルコンダクター社に登録した能力者（「葬儀人」と呼ばれる）は普段は様々な日常生活を送っているが、フューネラルコンダクター社から指令があった際に奈落退治をしなくてはならない。そして、成功のあかつきには報酬がもらえる。
表向きには世界的規模で活動する葬儀会社を経理しており、奈落退治仲介活動の資金源にもなっている。あらゆる宗教・宗派に対応する葬儀が行えることがウリ。
魔術師連盟
魔術師たちの互助組織。活動拠点はヨーロッパが中心ではあるものの、西洋魔術と関係ない教派や宗派の魔術師たちも所属できる。世界的な規模と長い歴史を持っており、ブルースフィアの真っ当な魔術師は必ずここに属しているといってもいい。
魔法の源として世界中に満たされている「マナ」のバランス維持を重要視している。世界中のあらゆる街に一人以上の魔術師を「管理人」として派遣しており、その地域のマナに乱れがないかを監視している。クエスターはシャードを使ってマナの調律を行えるため、ある地域のマナが乱されるような事件があった場合、連盟からクエスターに解決の依頼が行われることもままある。
また、「魔法の知識を一般社会に知られてはならない」を信条としており、世界にはマナがあふれて魔法が実在するという「真実」を一般社会から隠蔽している。連盟の情報操作の手法は徹底しており、誰かの生命を奪うようなダーティーなものも含まれている。連盟の強い牽制と様々な利害により、他の多くの神秘勢力もマナの秘密を一般社会に漏らすのを避けている。
連盟が隠蔽に固執する理由は、世界のマナは有限であるため、魔法が技術として一般社会に広まるとあっという間に枯渇すると考えているからである。
アイギス
ブルースフィアをあらゆる脅威から守るために結成された防衛組織。発起人はオリタ財団の若き総帥、折田志緒理である。
かつて志緒理は飛行機事故で南極に不時着したとき、「聖域」と呼ばれるアルフの遺跡を発見。そこで「"緑の"アイギール」と呼ばれるアルフの意識と接触し、古代の叡智とアイギールの遺志を引き継いだ。そして人間社会に帰還後、私財をなげうって世界の危機に立ち向かえる力のある戦士たちを募り、アイギスという名のブルースフィア防衛組織を結成したのである。また、志緒理はルーンナイトの覚醒を予知できるため、ルーンナイトの素質を持つ者には財団から直接スカウトがくることもある。
志緒理はアルフの叡智を引き継いだがゆえに、アルフのレリクスが人類にとっては手に余る危険物なことを強く感じており、アルフの遺跡の封印もアイギスの大きな役割である。他の神秘組織の多くはレリクスを人類の希望と考えているため、アイギスと他組織とで激しいレリクス争奪戦が起こることもしばしばある。
ミッドガルドのアイギスとの名前の共通性については理由は明らかではない。なお、南極の「聖域」にはミョルニル山と同じく異世界へ通じるゲートが存在する。
八島神道流
日本でも有数の門弟を持つ古武術の流派。海外にも道場を多く持つ。しかしその実態は、奈落と戦うために武術を磨き上げてきた流派である。また、退魔の武具を鍛えるための刀鍛冶の技術も独自に発展しており、様々な「魔器」を現在にいたっても生み出している。
東陵聖母学園
ブルースフィアの人間社会になじめないものたち（ダンピールや異種族、異世界人など）を保護し、人間社会での自立した生活をできるように様々なこと教える学校。結界の中にあり、一般人には認識できない。
「人間社会で自立した生活」の中には、一般人の中で暮らすという意味に限らず、魔術師や能力者として神秘社会の中で生計を立てるという意味も含む。そのため、奈落退治などを「実習」として行っている。
TANATOS
世界の戦争を裏から操る秘密結社。一個の統括された組織というより、世界各地の軍需産業や犯罪組織のゆるやかな連合である。彼らの共通する目的は世界中に戦争の種を撒き育てることであり、そうして生まれる戦争市場で富を分け合うのである。
マナや神秘に関する造詣も深く、神秘の軍事利用に関する研究も活発である。ホムンクルスやサイキックを使った警備部隊や実験部隊を所持しており、様々な「裏の仕事」に投入されている。奈落やシャードに対しても「商品」として強い興味を持つ。また、一説によるとTANATOSの総帥はオリュンポス12神の戦神アレス本人だと言う。
ザントマン社
TANATOSの警備部隊や実験部隊を「商売」に使うために設立された民間軍事企業。傭兵契約を結んでホムンクルスやサイキックの超人兵士を投入する。利益重視の団体なため、金次第で敵にも味方にもなる。
ナインライブス
西洋のフォックステイル（妖狐）の貴族たちを統括する一大血族。人類社会に大きな影響を与えられたものが血族の中でも優位に立てることになっており、ナインライブスのフォックステイルの多くはフィクサーとして人類社会を裏から動かしている。特に経済的戦略に長けたものが多く、ナインライブスはブルースフィア世界経済を左右する巨大な闇資本となっている。
時間管理局
ブルースフィアの未来に存在しているという組織。時間遡行技術を持っており、「リターナー」と呼ばれるエージェントを派遣してたびたび「現在」に干渉する。彼らの目的はブルースフィアの歴史を修正することで、未来を守ることと言われている。
未来の知識を現代人にもらさないように徹底した情報管理が行われており、リターナーは未来の情報を他人にしゃべることができなくなる精神操作を受けている。任務の遂行に必要なこと以外の未来の知識が記憶から消去されることさえある。
時間を操るイデア【タイムルーラー】を所持している。
七瀬市
ブルースフィアの首都圏近郊にある地方都市。プレイヤーキャラクターたちのホームタウンに使えるように設定された街。もちろん、この街ではない場所をホームタウンとして設定することも一向に構わない。『アルシャード・ガイアRPG』では「N市」という仮名で呼ばれていたが、『セイヴァー』に版上げしてからは「七瀬市」という名前が正式につけられた。
再生後の宇宙では、七瀬市はブルースフィアの新しい脅威であるシャドウガイアが潜伏する場所として注目されている。このため、ダークレジェンドは七瀬市から生み出されるケースが多い。
縁栄町
前世期の高度成長期の頃、いくつもの工場が立ち並ぶ工業地帯の中に生まれた、どこにでもあるようなちょっとひなびた住宅街。ちょっと見た目や文化が違うくらいの「変わった人たち」がやってきても何の詮索もせずに受け入れる風土が古くから形成されている。この結果、少しずつ異世界からの来訪者（地元の住人は「お頼りさん」と呼ぶ）が住み着く宿場街のような性質を持つようになる。
街の一般的な住人たちは、マナや奈落といった世界の神秘については何も知らないし、「お頼りさん」が異世界人だなどということは知る由もない。街の住人の魔法や神秘についての理解は他の街とほぼ変わらない。ただ、街中に明らかに人間でない者たちが歩いていたとしても、とりたてて大騒ぎしないほどに暢気で許容力が高い住人ばかりというだけである。
サプリメント『ラグナロク』で「異世界人が地球人のふりをせずとも地球人と交流できる舞台」として設定され、『アルシャードガイアRPG』リプレイ「翼の折れた愛と青春」もこの街を舞台としている。
再生後の宇宙では七瀬市の一区画に縁栄町があることになった。

## 主要文献

### 『アルシャードff』サプリメント
- ヴァーレスライヒ ISBN 4-907792-97-2
- ウィンカスター・フォーチュンサービス ISBN 4-86224-003-8
- ミッドガルド ISBN 4-86224-009-7
- パラダイスロスト ISBN 978-4-86224-065-1

### 『アルシャードガイアRPG』サプリメント
- グレートディメンジョン ISBN 4-86224-022-4
- ブルースフィア ISBN 978-4-04-726236-2
- リーフワールド ISBN 978-4-04-726904-0
- ラグナロク ISBN 978-4-04-727409-9

### その他
- 『ゲーマーズフィールド別冊』Vol.14「特集 スタンダードRPGシステム」（ゲームフィールド/2007年7月）
- 『ゲーマーズフィールド別冊』Vol.22「特集 SRS'11」（ゲームフィールド/2011年8月）